# Outback

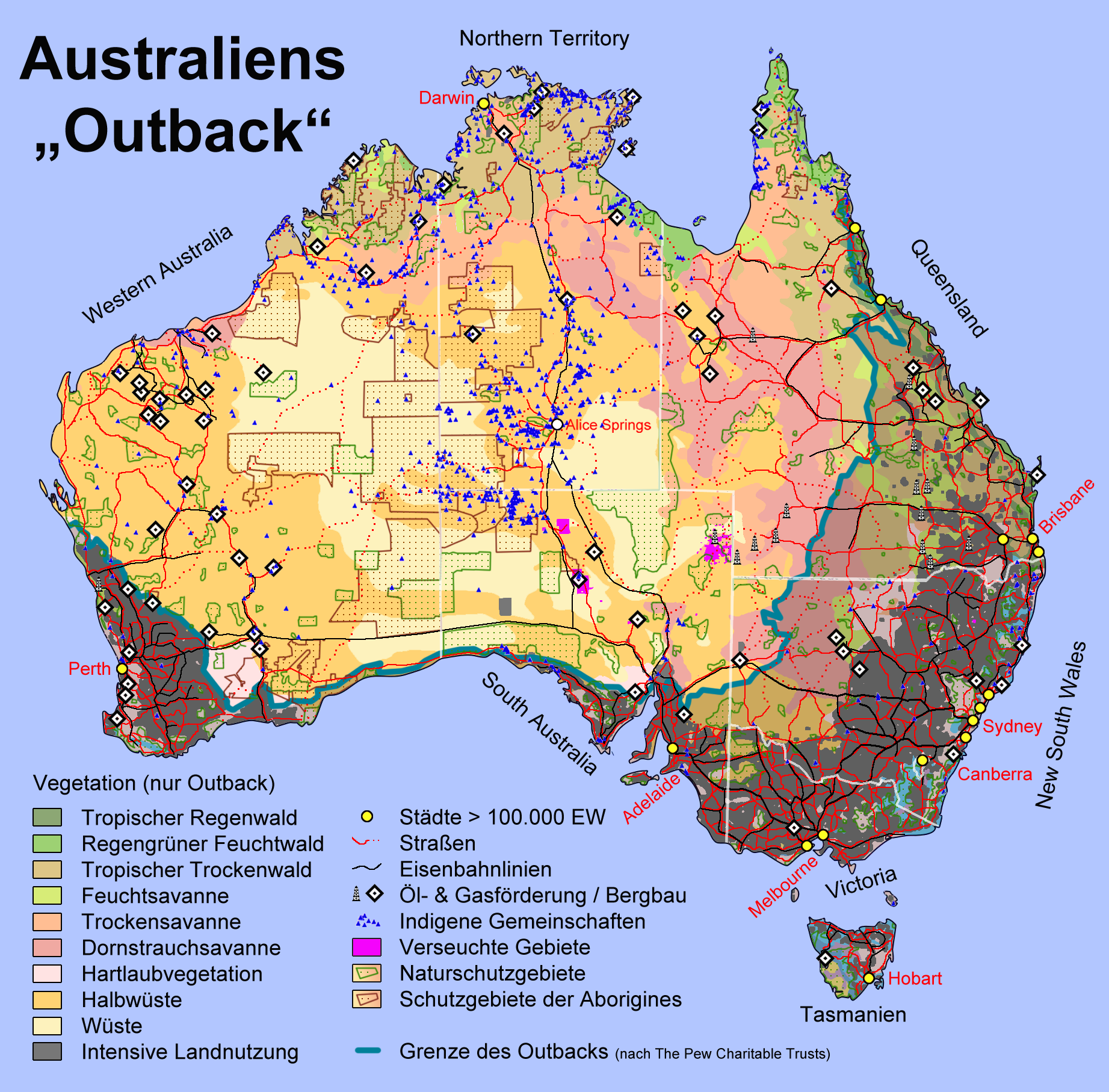
Das Outback (Grenzen nach The Pew Charitable Trusts)

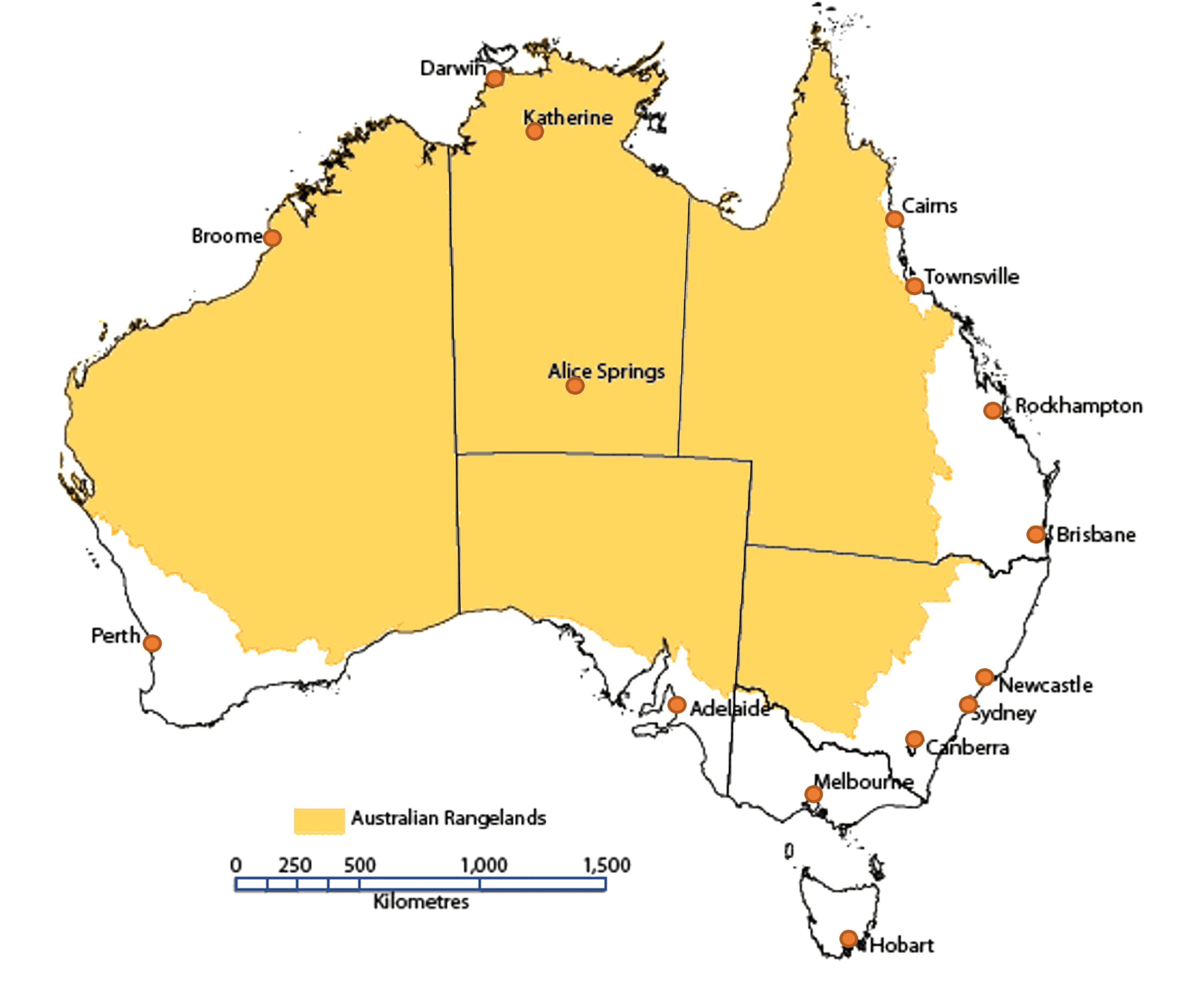
Ausdehnung Outback/Rangelands gemäß Department of Agriculture, Water and the Environment

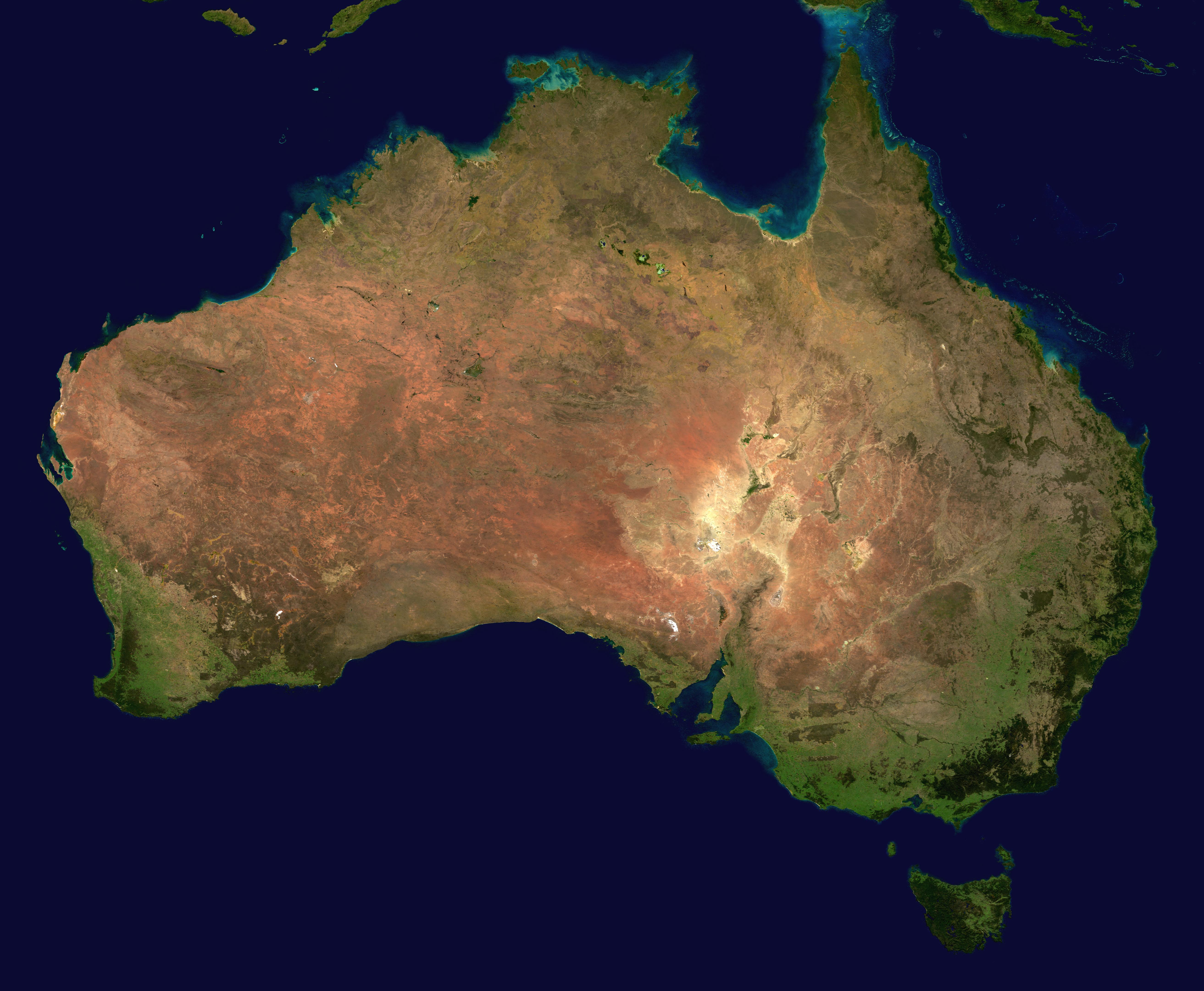
Braunfärbung zeigt die ungefähre Ausdehnung des Outback

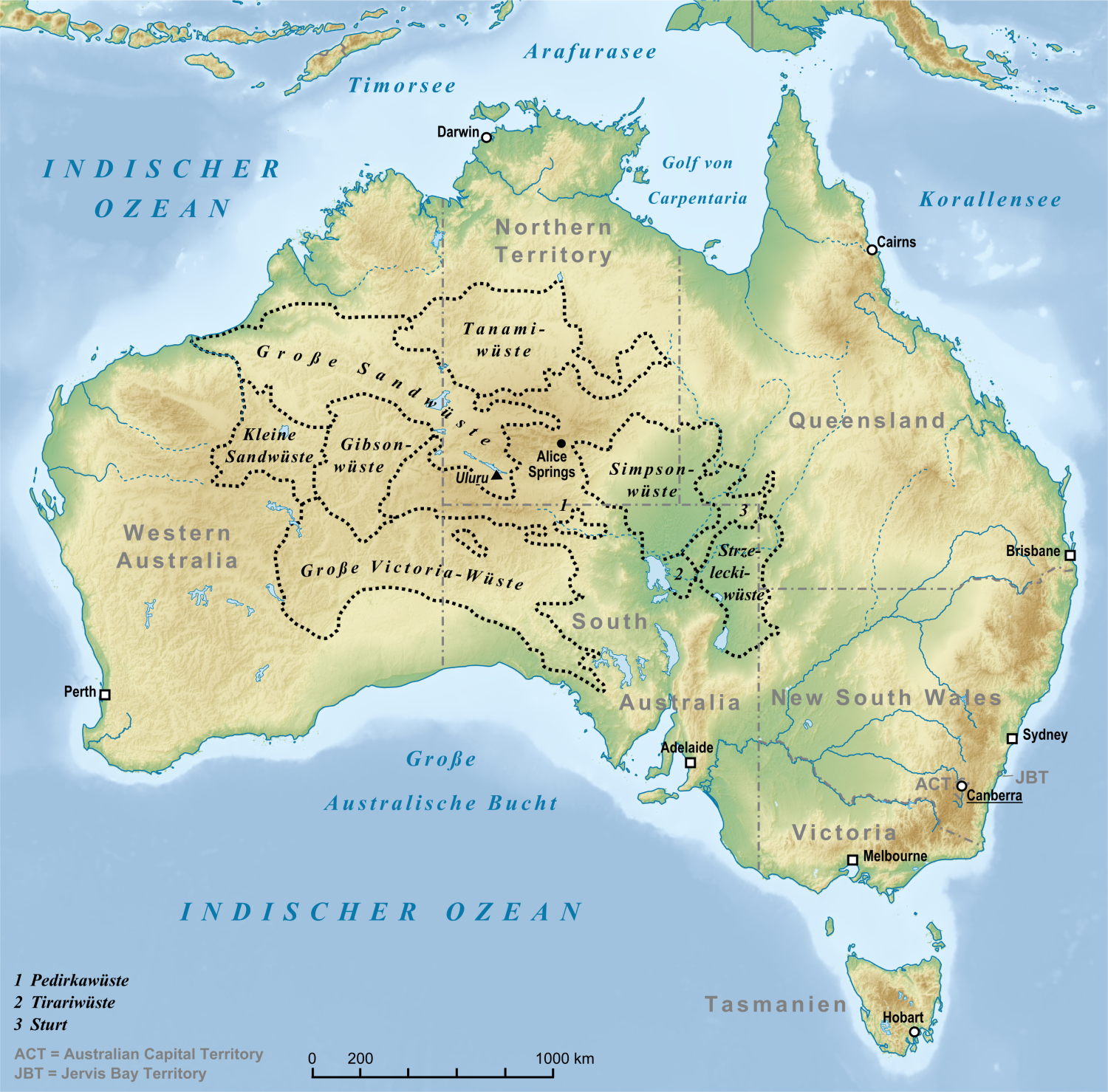
Lage der 10 Wüsten im Outback

Als Outback werden die Wildnisregionen Australiens in der Subökumene bezeichnet. Es umfasst nach der Definition des The Pew Charitable Trusts mit 5,6 Millionen km² etwa 72 Prozent der Fläche des Kontinentes; das entspricht in etwa der Hälfte der Fläche von Europa. Das Department of Agriculture, Water and the Environment der australischen Regierung definiert das Outback im weitesten Sinne als Weideland (rangelands), das 81 Prozent der Fläche Australiens ausmacht.
Das Outback erstreckt sich hauptsächlich über das Northern Territory und Western Australia sowie Teile von Queensland, New South Wales und South Australia. Im Outback lebten mit Stand 2006 etwa 690.000 Personen und davon waren 17 Prozent Aborigines. Es umfasst die unterschiedlichsten Landschaftsformationen und Klimate. Weite Gebiete des extrem trockenen Outbacks Westaustraliens, in denen manchmal jahrelang kein Regen fällt und im Sommer Temperaturen über 50 °C herrschen, sind völlig unzugänglich. Das Outback von Queensland hingegen besteht zum Teil aus unberührtem tropischen Regenwald. Touristisch gut erschlossen sind die Tropenwälder des Top End, der Kakadu-Nationalpark und die Wüsten des Red Centre mit dem Uluṟu-Kata-Tjuṯa-Nationalpark, in dem sich der berühmte Monolith und heilige Berg der Aborigines Uluṟu, auch Ayers Rock genannt, befindet; bekannt sind auch die Karlu Karlu (Devil’s Marbles).

## Begriffsverständnis
Im touristischen Sprachgebrauch außerhalb Australiens hat sich das Verständnis des Red Centre als pars pro toto für das Outback durchgesetzt, weil dieses durch gute infrastrukturelle Erschließung nicht nur für Globetrotter, sondern auch für Pauschaltouristen zugänglich geworden ist. In Australien wurde der Begriff „Outback“ in gedruckter Form zuerst im Jahre 1869 verwendet und bedeutete zu der Zeit „westlich von Wagga Wagga“ im Bundesstaat New South Wales.
Für Australier ist das Outback ein sehr dehnbarer Begriff, dessen Auslegung je nach Wohnort stark variiert. So gehören z. B. für die Einwohner der Metropole Sydney bereits die Blue Mountains (etwa 60 Kilometer westlich von Sydney), Wollongong (etwa 100 Kilometer südlich von Sydney) und Newcastle (etwa 100 Kilometer nördlich von Sydney) zum Outback (in the bush). Alice Springs gibt sich touristisches Outback-Flair, versteht sich aber unter der einheimischen Bevölkerung nicht als Outback.
Von der umgangssprachlichen Verwendung des Begriffs her lässt sich das Outback mit der „patagonischen Pampa“ Argentiniens, dem südafrikanischen High Veld, dem neuseeländischen High Country und dem (historischen) Wilden Westen der USA vergleichen. Das echte Outback sind die autarken Gemeinschaften und Selbstversorgungs-Farmen abseits der urbanen Zentren.
Gelegentlich wird das Wort „Outback“ auch im Rundfunk verwendet, um beim Verkehrsfunk das Umland von größeren Städten zu bezeichnen.
Im Duden ist der Begriff „Outback“ mit „wenig besiedeltes Landesinneres [von Australien]“ und mit „englisch (the) outback, eigentlich = draußen ganz hinten, weit außerhalb“ dargestellt.

### Weitere Bezeichnungen
Eine, in Australien weit verbreitete Bezeichnung für das Outback ist „(The) Never Never“. Sie bezieht sich auf die Abgelegenheit und Größe des Gebiets.
Eine Erwähnung findet sich in dem Gedicht „Where the Dead Men Lie“ des australischen Dichters Barcroft Boake, das erstmals am 19. Dezember 1891 im The Bulletin magazine veröffentlicht wurde.
| Out on the wastes of the Never Never - That's where the dead men lie! There where the heat-waves dance forever - That's where the dead men lie | Raus auf die Ödnis des Never Never - Da liegen die Toten! Dort, wo die Hitzewellen für immer tanzen - Dort liegen die Toten |

Eine frühere Referenz als in Barcroft Boakes Gedicht, bietet „The Never Never Land: a Ride in North Queensland“ (1884) von Archibald William Stirling, daher ist es wahrscheinlich, dass der Begriff mindestens in der zweiten Hälfte des 19. Jahrhunderts allgemein verwendet wurde. Die australische Autorin Rosa Campbell Praed hatte 1915 den Roman Lady Bridget in the Never-Never Land veröffentlicht. Auch die australischen Schriftstellerin und Lehrerin Jeannie Gunn hat das Leben in diesem abgelegenen Teil des Northern Territory in zwei Büchern beschrieben, darunter der klassische australische Roman We of the Never Never aus dem Jahr 1927. Der Begriff wurde auch mehrmals in dem Film Australia von Baz Luhrmann aus dem Jahr 2008 verwendet. In der Komödie Crocodile Dundee trägt die Firma des Hauptdarstellers den Namen Never Never Tours, das in der deutschen Synchronisation falsch als „Niemals Wieder Safaris“ übersetzt wird.
Das Outback wird auch als „Back of Beyond“ oder „Back o' Bourke“ bezeichnet, obwohl diese Begriffe auch oft verwendet werden, wenn generell auf etwas „weit weg von irgendwo“ oder „weit draussen“ verwiesen wird.

## Bedeutende Landschaften
Das Outback umfasst die mit zwei Millionen km² weltgrößte zusammenhängende tropische Savanne im nördlichen Australien, mit insgesamt drei Millionen km² die weltgrößte Wüstenlandschaft und das mit 160.000 km² große Great Western Woodlands um Kalgoorlie-Boulder im Südwesten des Outback das weltgrößte Hartlaubwaldgebiet des subtropischen Mittelmeerklimas.
Das Lake-Eyre-Becken bedeckt etwa ein Sechstel der Fläche des australischen Kontinents und ist das weltgrößte Flusssystem, das versickert. Das 1,7 Millionen km² große Great Artesian Basin, das weltgrößte Grundwasserbecken im Osten Australien, erstreckt sich zur Hälfte unter dem Outback.
Vor den Küsten des tropischen Nordens und Nordwestens Australien befinden sich nahezu ungestörte Unterwasserwelten. Sechs Gebiete im Outback sind international für ihre Biodiversität anerkannt und in die Liste des UNESCO-Welterbes eingetragen. Acht Feuchtgebiete im Outback wurden als international bedeutsame Ramsar-Gebiete anerkannt.
Während die gesamte Landfläche Australiens 2022 zu 20,36 Prozent in irgendeiner Weise geschützt ist, kommt das Outback auf über ein Viertel seiner Fläche. Dies liegt vor allem an den vielen Indigenous Protected Areas (IPA; von den Aborigines verwaltete Schutzgebiete für Natur und Kultur), die etwa 60 Prozent aller Schutzgebiete umfassen.

### Schutzgebietskonzept
Australien hat mit fast 50 verschiedenen Typen sehr viele Arten von Schutzgebieten. Im Gegensatz zu vielen anderen Ländern ist nur ein kleiner Teil davon international nicht aufgeführt oder anerkannt. Den stärksten Schutz vor Eingriffen genießen die beiden internationalen IUCN Schutzgebietskategorien 1a und 1b (Strict Nature Reserve/Wilderness Area) – von denen es in Australien über 2.500 Stück gibt –, gefolgt von den Nationalparks (IUCN-Kategorie II). Die 12 größten dieser streng geschützten Gebiete liegen alle im Outback:
| Schutzgebiet                | Typ                          | IUCN-Kat. | Fläche in km² | Einrichtung | Teilstaat          |
| --------------------------- | ---------------------------- | --------- | ------------- | ----------- | ------------------ |
| Great Victoria Desert       | Nature Reserve               | Ia        | 24.952        | 1970        | Western Australia  |
| Mamungari                   | Conservation Park            | Ia        | 21.346        | 1972        | South Australia    |
| Kakadu                      | National Park (Commonwealth) | II        | 19.111        | 1979        | Northern Territory |
| Gibson Desert               | Nature Reserve               | Ia        | 18.421        | 1977        | Western Australia  |
| Watarru                     | Indigenous Protected Area    | II        | 16.572        | 2000        | South Australia    |
| Karlamilyi                  | National Park                | II        | 12.837        | 1977        | Western Australia  |
| Walalkara                   | Indigenous Protected Area    | II        | 10.689        | 2000        | South Australia    |
| Munga-Thirri                | National Park                | II        | 10.144        | 2011        | Queensland         |
| Nullarbor                   | Wilderness Protection Area   | Ib        | 8.977         | 2014        | South Australia    |
| Dundas                      | Nature Reserve               | Ia        | 7.852         | 1981        | Western Australia  |
| Neale Junction              | Nature Reserve               | Ia        | 7.245         | 1977        | Western Australia  |
| Munga-Thirri/Simpson Desert | Conservation Park            | Ia        | 6.896         | 1972        | South Australia    |

Nimmt man die in der Mehrzahl wesentlich schwächer geschützten IPA hinzu – fast drei Viertel davon sind den IUCN-Kategorien V (Geschützte Landschaft, vergleichbar mit den deutschen Naturparks) und vor allem VI (Ressourcenschutzgebiet) zuzuordnen –, befindet sich in der Westhälfte Australiens – etwa im Zentrum des Outbacks – eine zusammenhängende geschützte Landfläche aus 23 Einzelgebieten, die mit rund 693.000 km² größer ist als Afghanistan.

## Tier- und Pflanzenwelt

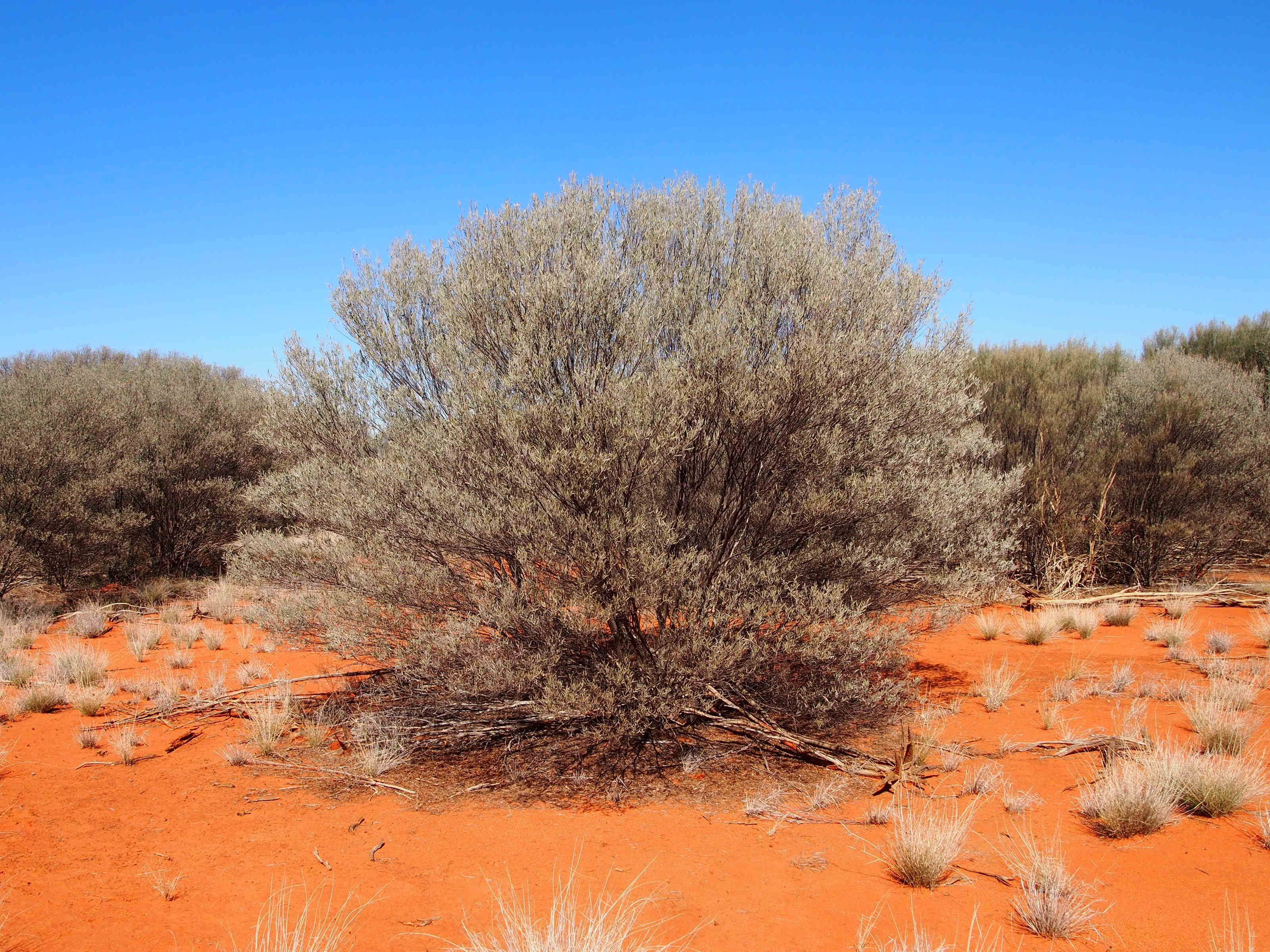
Mulga-Savanne

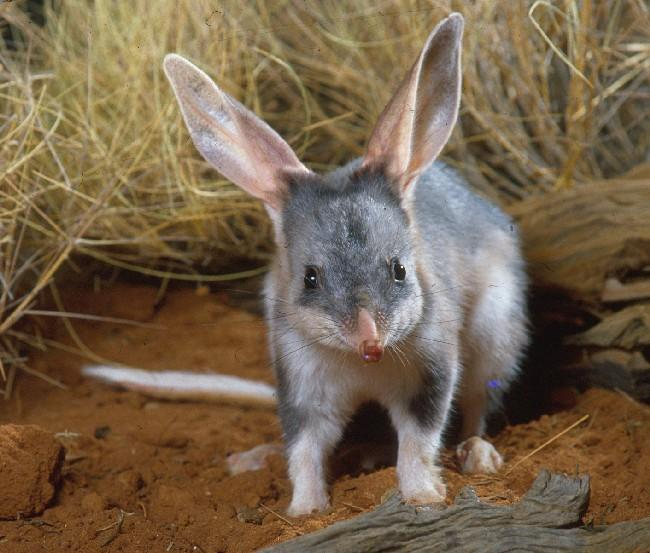
Nur noch selten in der Wüste anzutreffen: Großer Kaninchennasenbeutler

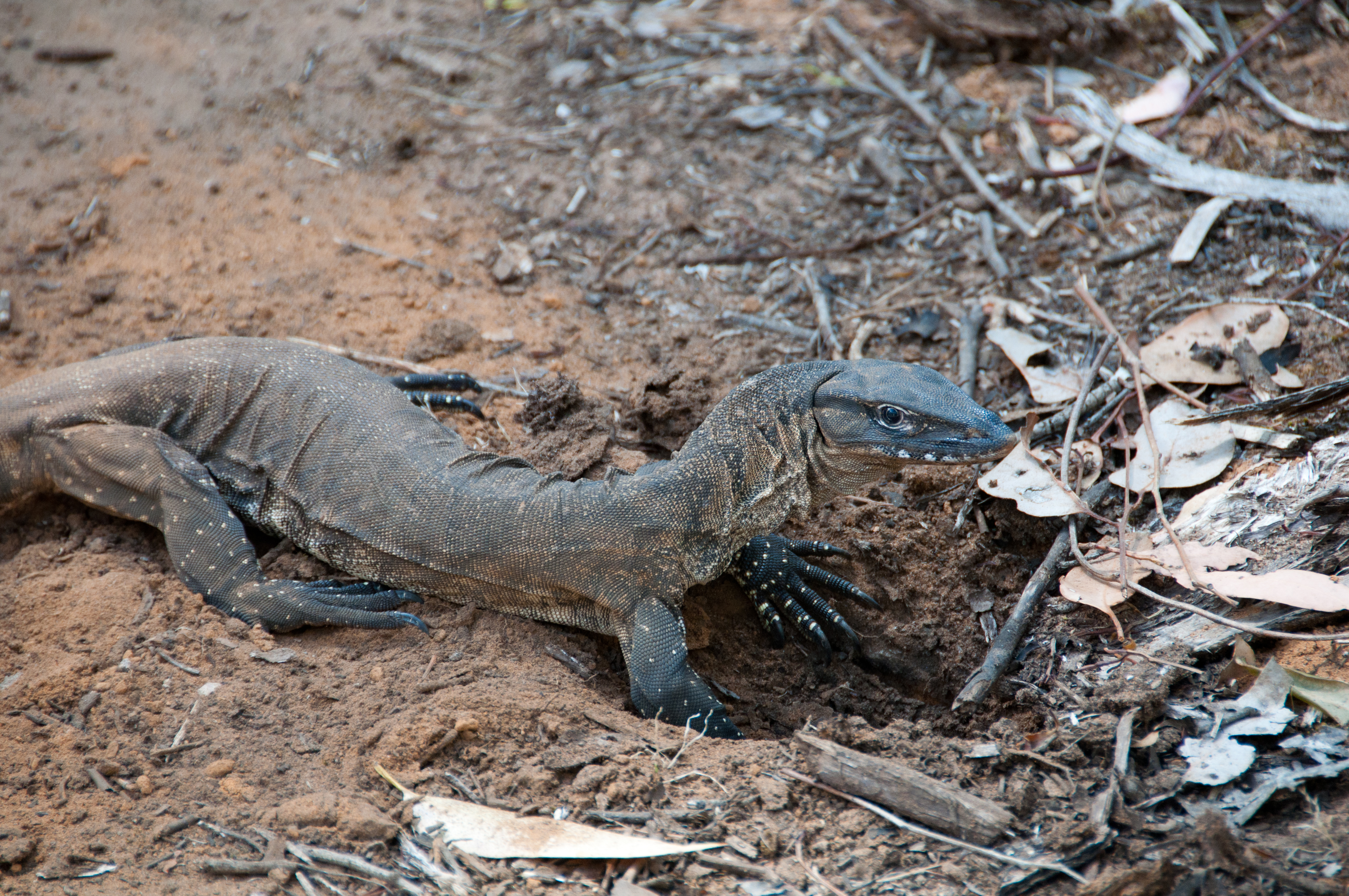
Goulds Waran

Der weitaus größte Teil des Outbacks – das Red Centre – wird von trockenen Halbwüsten, Wüsten und Savannen mit wenigen Bäumen eingenommen, die zu den beiden Florenelementen Torres (im Norden) und Eyre (im Zentrum und im Süden) gehören. Auf 1,5 Mio. km² dominiert der endemische Mulgastrauch oder -baum das flache bis hügeligen Gelände der Eyre-Region. Am Südrand des Outbacks beginnt die Mallee-Hartlaubvegetation. Das häufigste Gras ist das Spinifexgras. Die Savannen sind wie weltweit meistens Feuerökosysteme, in denen etliche Pyrophyten (zum Beispiel der Grasbaum) vorkommen, die regelmäßige Brände zum Überleben benötigen.
Die gesamte australische Flora und Fauna umfasst eine große Anzahl unterschiedlicher, nur auf diesem Kontinent verbreiteter Tier- und Pflanzenarten, darunter zahlreiche endemische Arten. Im Outback gibt es zahlreiche Tierarten, darunter sind die bekanntesten Kängurus, Emu und Koala (am Ostrand des Outbacks). Die Beuteltier-, Schlangen-, Reptilien- und Vogelfauna Australiens ist einzigartig, da es sich zum größten Teil um endemische Arten handelt. Neben verschiedenen Känguruarten – genannt sei das in touristisch erschlossenen, palmreichen Schluchten häufige Schwarzpfoten-Felskänguru – gehören auch die gefährdeten Arten Doppelkamm-Beutelmaus, Kammschwanz-Beutelmaus und Großer Kaninchennasenbeutler. Typische Vertreter der sehr zahlreichen Reptilienarten des Outbacks sind etwa der Goulds Waran und die Westliche Bartagame sowie die meisten Giftschlangen der Erde – darunter der Inlandtaipan, die giftigste Schlange der Welt. Bei den großen Vögeln ist neben dem Emu noch der Keilschwanzadler zu nennen, der größte Greifvogel Australiens, der in allen Landschaften heimisch ist.
Kamele in Australien leisteten bei der Erkundung und Erschließung des Landes wertvolle Dienste und wurden später, als man sie nicht mehr brauchte, in die Wildnis freigelassen. Dort vermehrten sie sich anschließend massiv und verursachten in großem Maße Tritt- und Verbissschäden, die die einheimischen Pflanzenarten bedrohen. Überdies verschmutzen sie die raren Wasser-Quellen. Gleiches gilt für Pferde, genannt Brumby, die in der Zeit nach dem Ende der australischen Goldräusche freigelassen wurden. Kaninchen kamen bereits mit der First Fleet im Jahr 1788 nach Australien, entkamen oder wurden freigesetzt. Sie vermehrten sich derart rasant, dass sie mit dem Rabbit-Proof Fence (Kaninchen-Schutzzaun) eingehegt werden mussten, einem 3256 Kilometer langen Zaun. Auch andere entflohene Nutztiere bedrohen den Bestand seltener Pflanzen. Katzen, wilde Hunde und Füchse machen Jagd auf einheimische Tiere, in deren Evolution zuvor niemals Beutegreifer vorkamen. Als Korrektiv machen die Aborigines heute auch Jagd auf Katzen und andere verwilderte Haustiere.
Durch von Europäern eingeschleppte Tiere geraten einheimische Tiere im Outback unter Druck und darüber hinaus auch verschiedene endemische Pflanzen. Um keine Neobiota nach Australien einzuschleppen, wird nicht nur an den Außengrenzen Australiens die Einfuhr von nichteinheimischen Pflanzen und Obst unterbunden oder bestraft, sondern auch an den bundesstaatlichen Grenzen im Outback werden Reisende zum Teil darauf hingewiesen, das ein bestimmtes Obst nicht eingeführt werden soll. Ein Beispiel hierfür war ein Hinweis in der Vergangenheit, als das Northern Territory Einreisende an der Grenze mit Hinweisschildern aufforderte, Äpfel zu entsorgen, da man hierüber eine Verbreitung von schädlichen Fruchtfliegen befürchtete, die den Obstanbau gefährden könnten.
Eine Besonderheit stellt der Dingo in Australien dar, der bereits vor einigen tausend Jahren (vor der europäischen Besiedlung) aus dem indonesischen Raum eingeschleppt wurde und Jagd auf Schafe und Ziegen der Viehzüchter macht. Dies hatte zur Folge, dass der Dingo Fence (Dingo-Zaun) errichtet wurde, der einen Großteil Südost-Australiens abtrennt, um seine Jagdgebiete einzugrenzen.

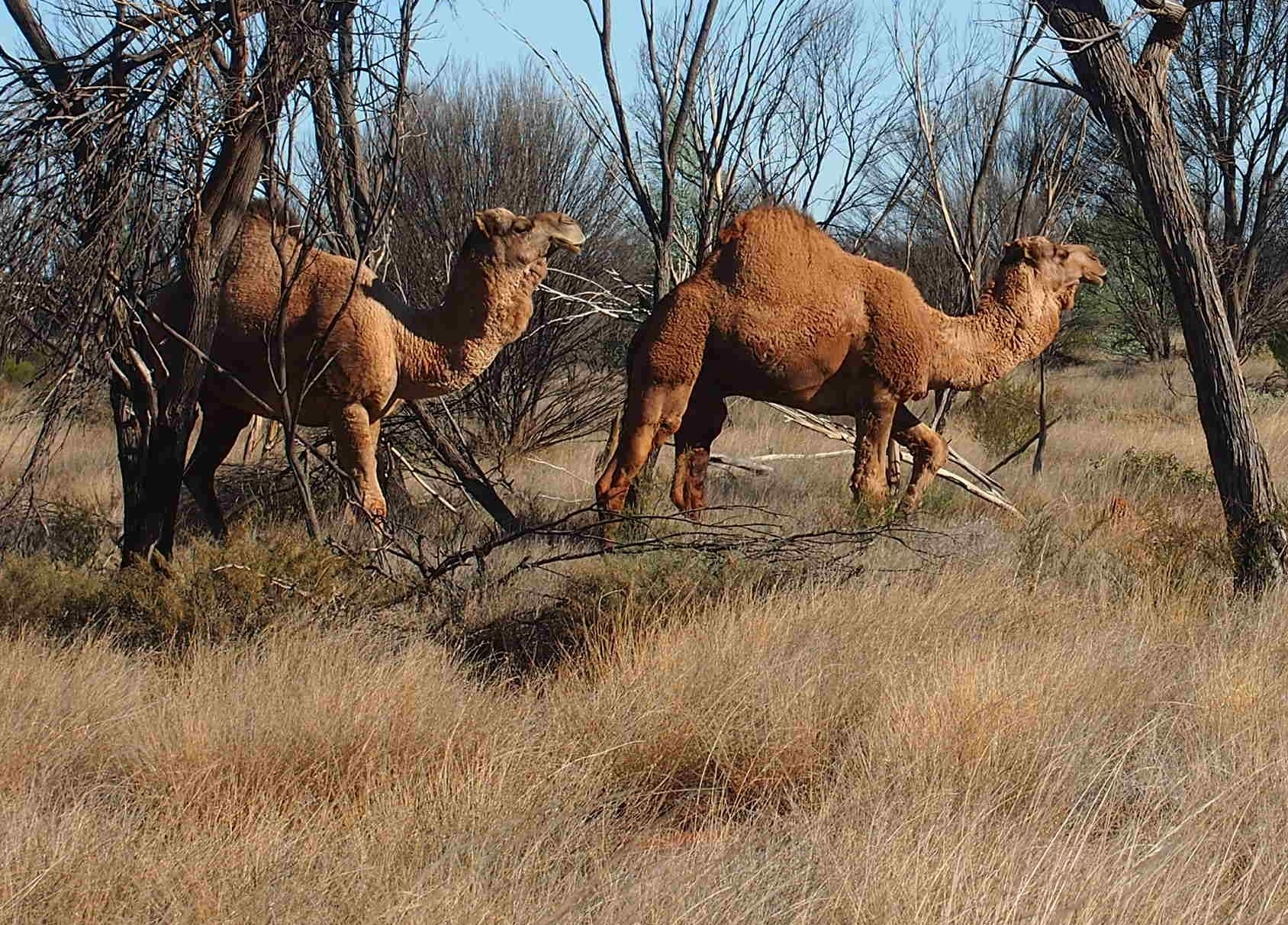
Wild lebende Kamele
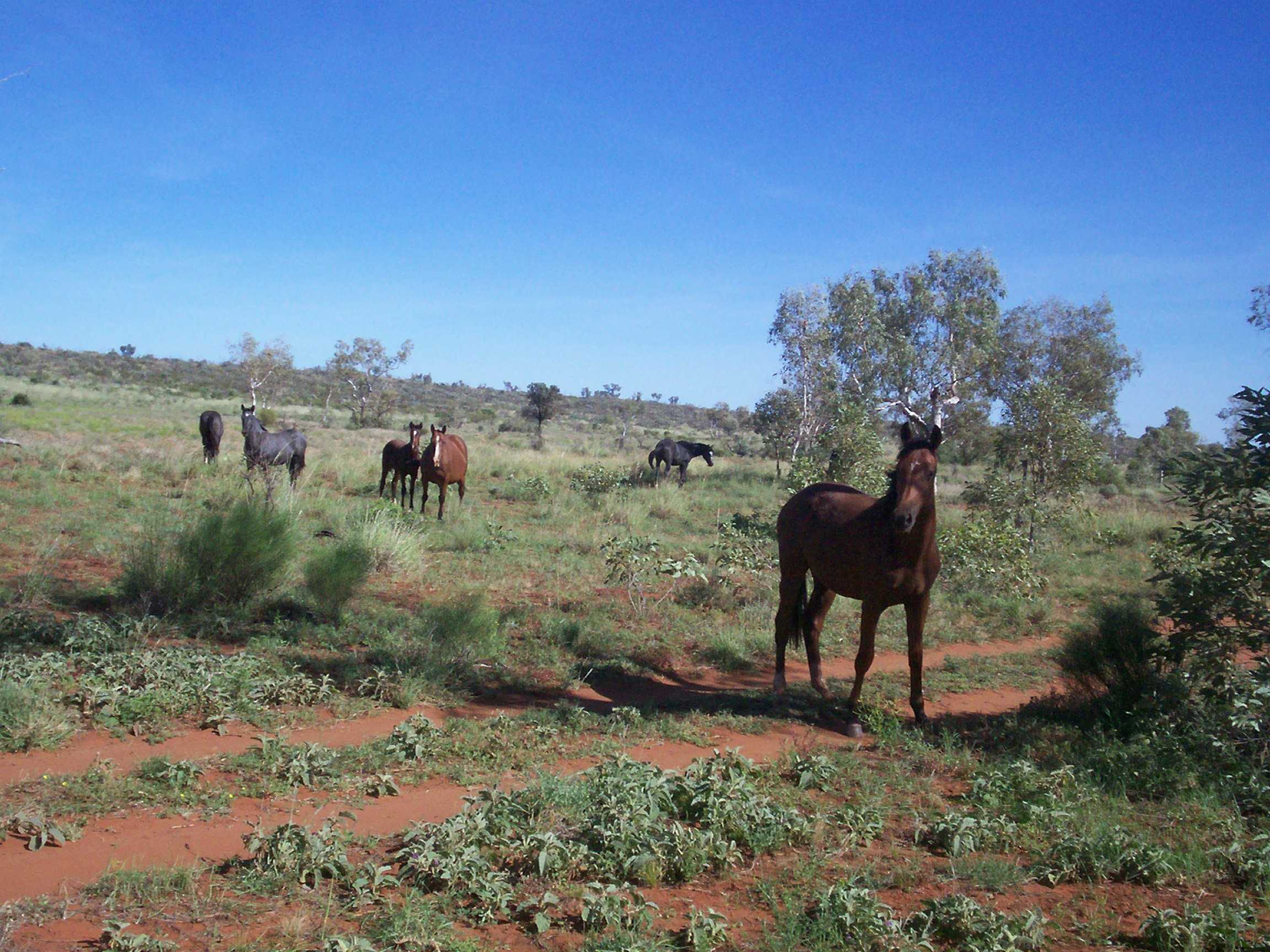
Wild lebende Pferde
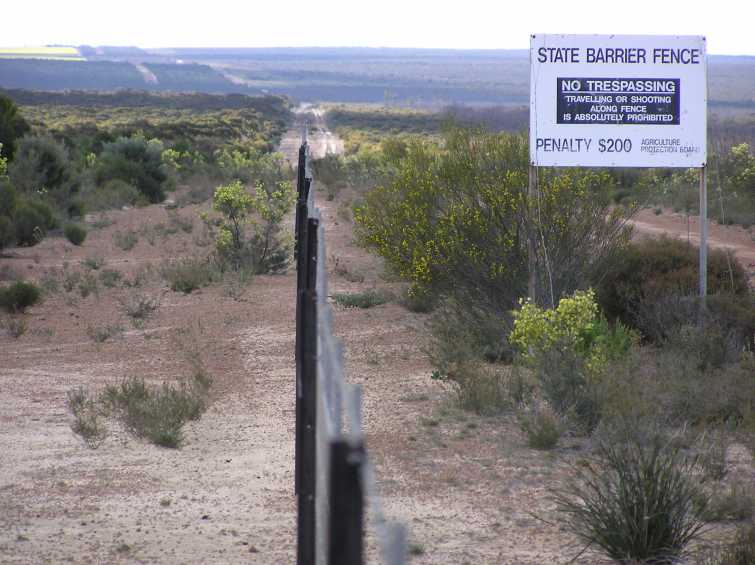
Rabbit-Proof Fence(2005)
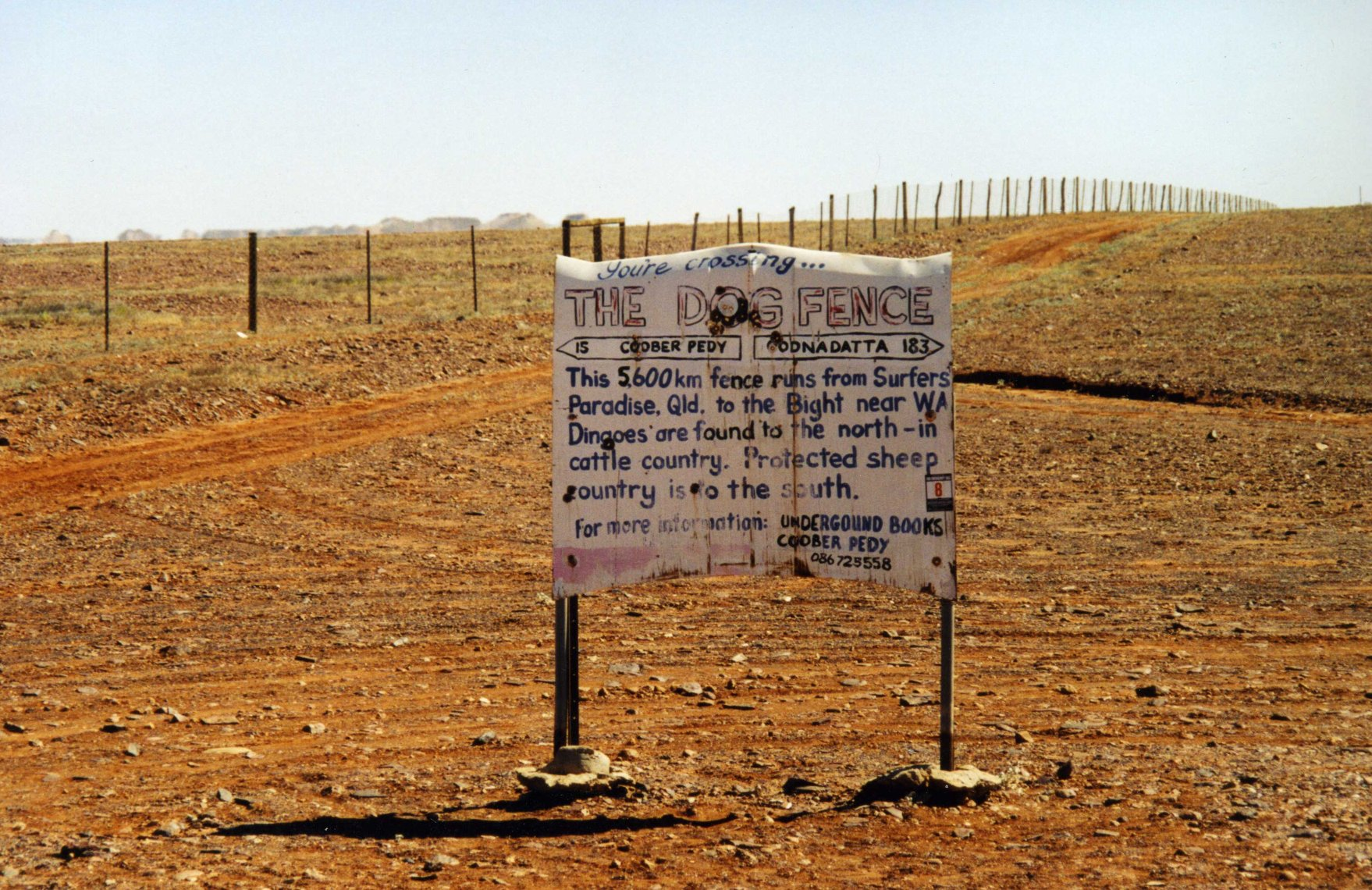
Dingo Fence bei Coober Pedy
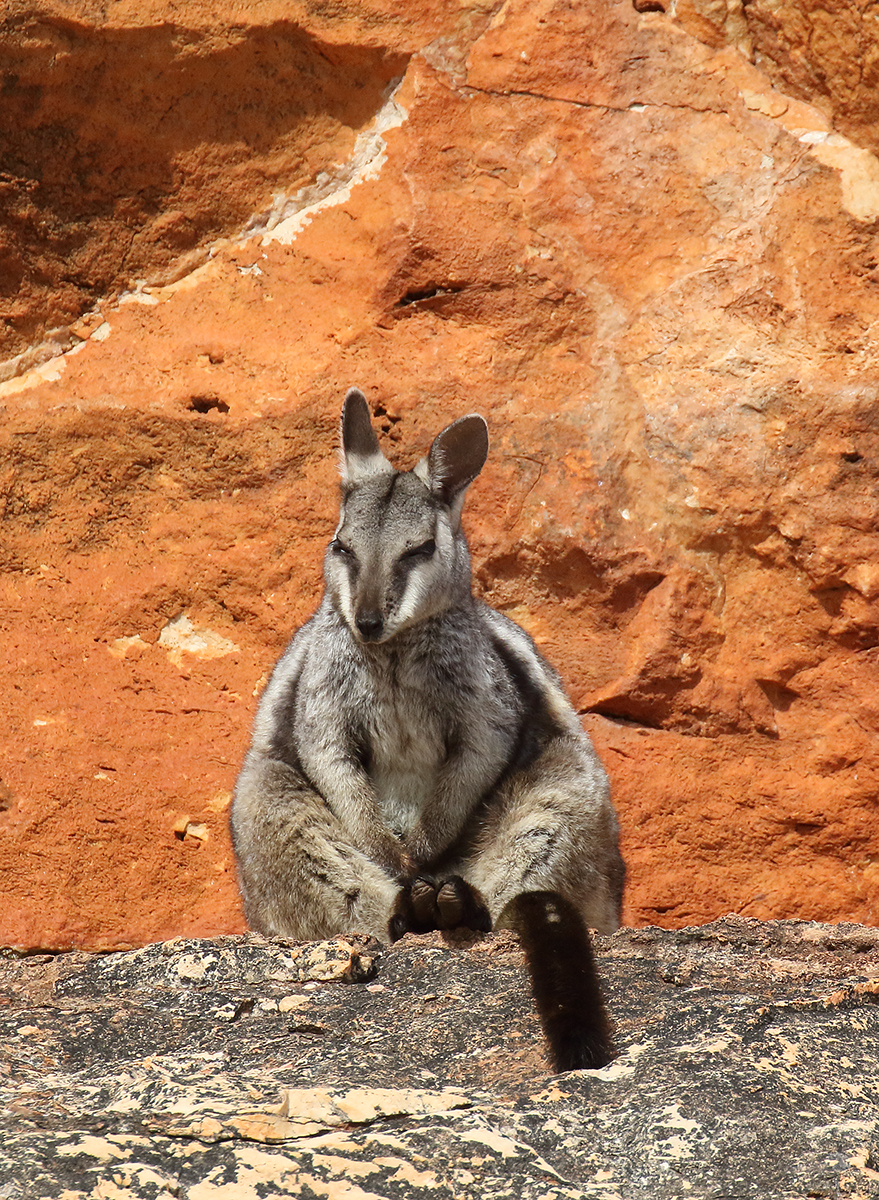
Schwarzpfoten-Felskänguru
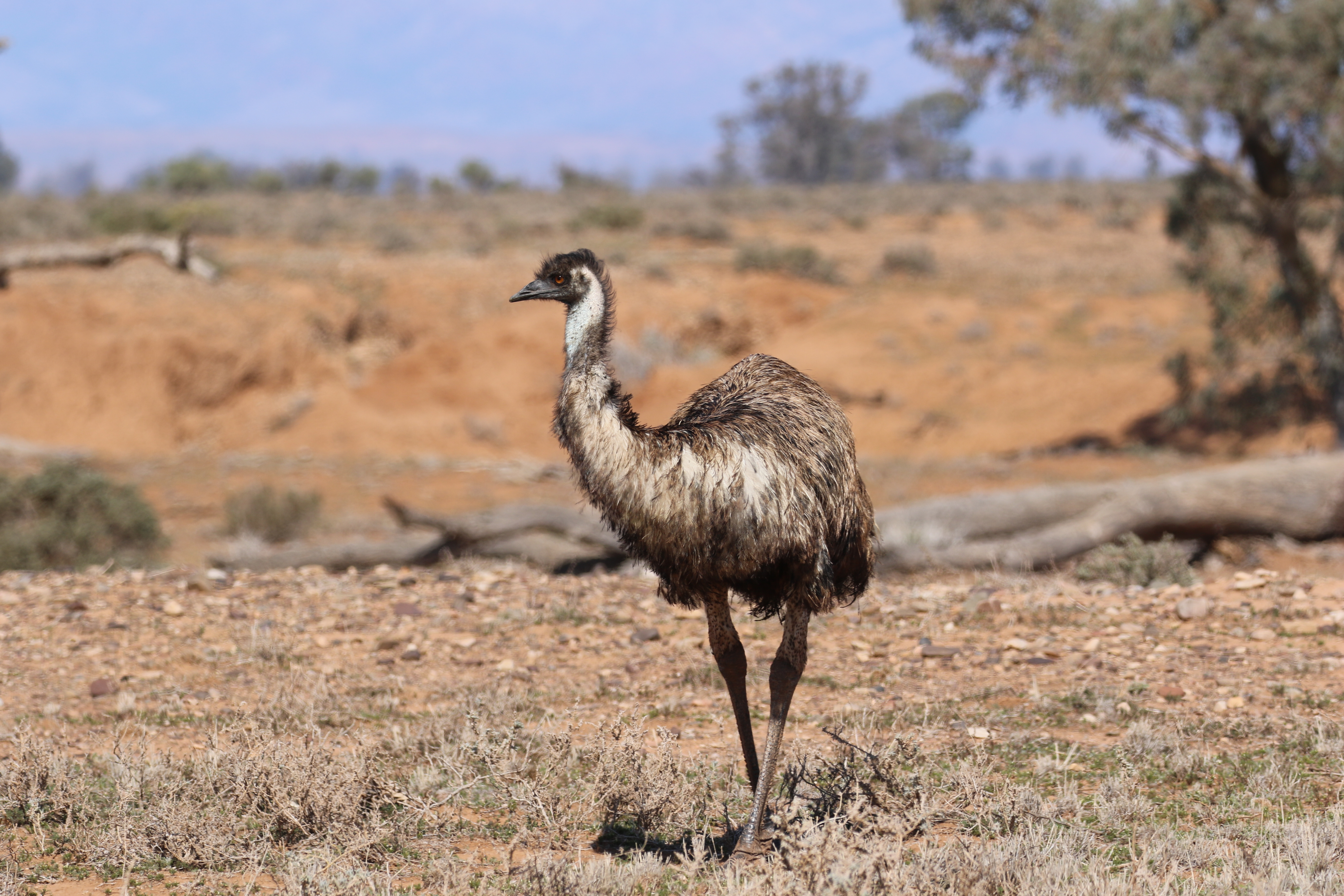
Emu im Ikara-Flinderskette-Nationalpark
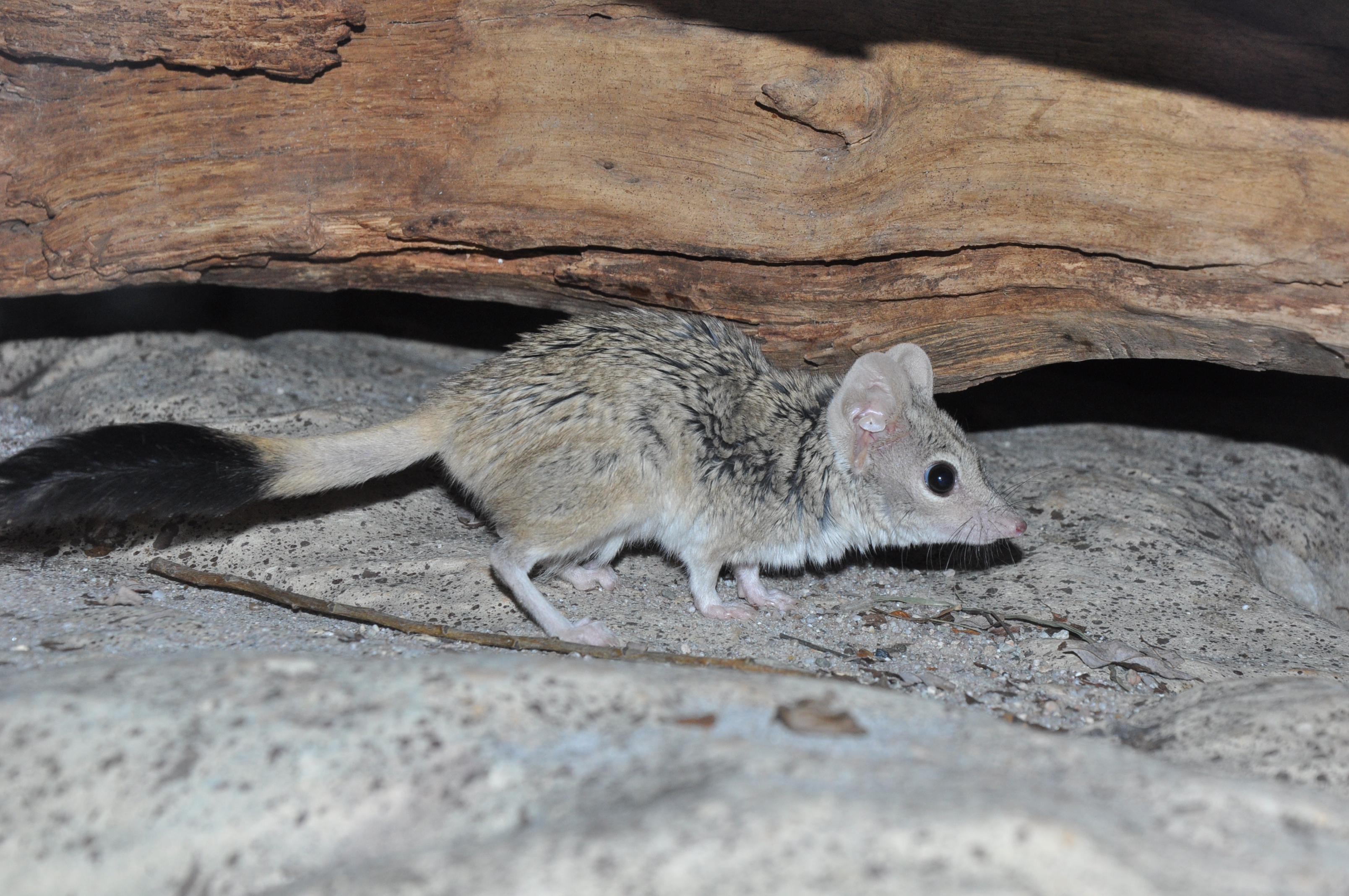
Doppelkamm-Beutelmaus

## Europäische Entdeckungsgeschichte

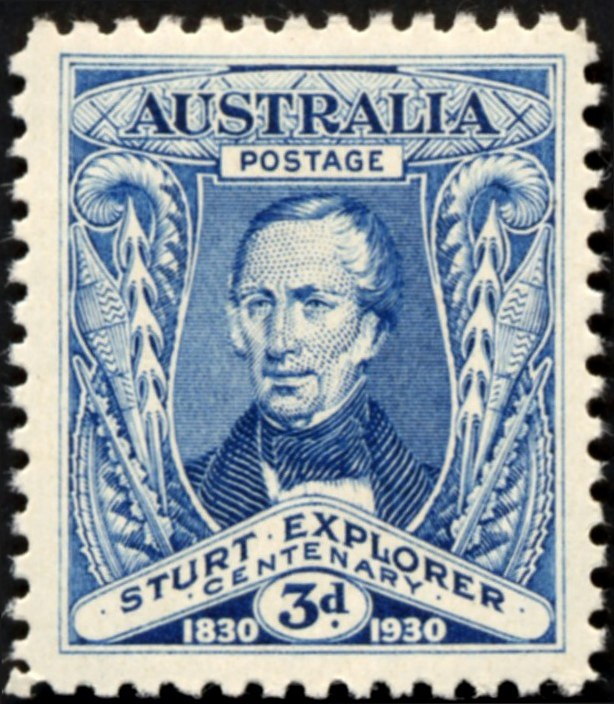
Briefmarke mit dem Entdecker Charles Sturt

Man schätzt, dass das Innere Australiens seit etwa 40.000 bis 60.000 Jahren von Aborigines bewohnt ist, die von Südostasien/Indonesien kommend einwanderten. Die geschichtswissenschaftliche Erkundung beginnt mit den ersten Streifzügen europäischer Entdecker durch das Innere des Kontinents:
- Der erste erfolgreiche Vorstoß ins Innere Australiens gelang Gregory Blaxland, William Charles Wentworth und William Lawson im Jahr 1813, die als erste Europäer die Blue Mountains in der sogenannten Blaxland-Expedition überquerten.
- Edward John Eyre, ein englischer Schafzüchter, durchquerte 1840/1841 die Nullarbor Plain von Adelaide nach Westaustralien. Nach ihm ist der große Salzsee Lake Eyre benannt.
- Charles Sturt unternahm 1844–45 zusammen mit John Stuart den Versuch, von Adelaide aus das Zentrum Australiens zu erreichen. Dabei kam er bis zur Simpson-Wüste. Die Sturtwüste wurde nach ihm benannt.
- John McDouall Stuart, ein schottischer Geometer, durchquerte 1862 den Kontinent erfolgreich von Süd nach Nord. Die 1872 fertiggestellte Transaustralische Telegrafenleitung, die Port Augusta bis nach Darwin verband, folgte in etwa seiner Route. Der Stuart Highway trägt seinen Namen.
- Ludwig Leichhardt, ein deutscher Entdecker, reiste 1844/1845 4800 Kilometer über Land von der Ost- an die Nordküste. 1848 brach er zu einer Ost-West-Durchquerung des Kontinents auf, von der er nie zurückkehrte.
- Die Expedition von Burke und Wills in den Jahren 1860 und 1861 endete in einer Katastrophe, die nur einer der Teilnehmer überlebte.
- Ernest Giles, der die Kata Tjuta entdeckte, durchquerte 1873 als erster Europäer die Wüsten Westaustraliens; sein Begleiter Alfred Gibson, nach dem die Gibsonwüste benannt ist, kam dabei ums Leben. Im gleichen Jahr war William Gosse der erste Europäer am Uluru

Erste Vorstöße ins innere Australiens erfolgten ohne Hilfe von Tieren wie beispielsweise bei der Blaxland-Expedition. Pferde wurden von Eyre und Ochsen von Leichhardt sowohl als Transport- und auch als Reittiere eingesetzt. Ochsen dienten beispielsweise Leichhardt auch dazu, um Trockenfleisch daraus zu gewinnen. Kamele kamen ab 1840 in Australien an und boten sich als optimale Transporttiere zur Erschließung des Outbacks an, da sie ausdauernd waren und tagelang ohne Wasser auskamen. Sie leisteten einen bedeutenden Beitrag zu Erschließung und zur Lösung des Transportproblems im Outback. Überflüssig wurden sie in den 1920er Jahren, da der Transport von Gütern im Outback mit Lastwagen und im weitestgehend erschlossenen Osten Australiens mit der Eisenbahn erfolgte. Danach wurden die Lastenkamele freigelassen und stellen heute aufgrund der stark gewachsenen Population eine Bedrohung für die Ökosysteme dar.

## Wirtschaft

### Viehwirtschaft

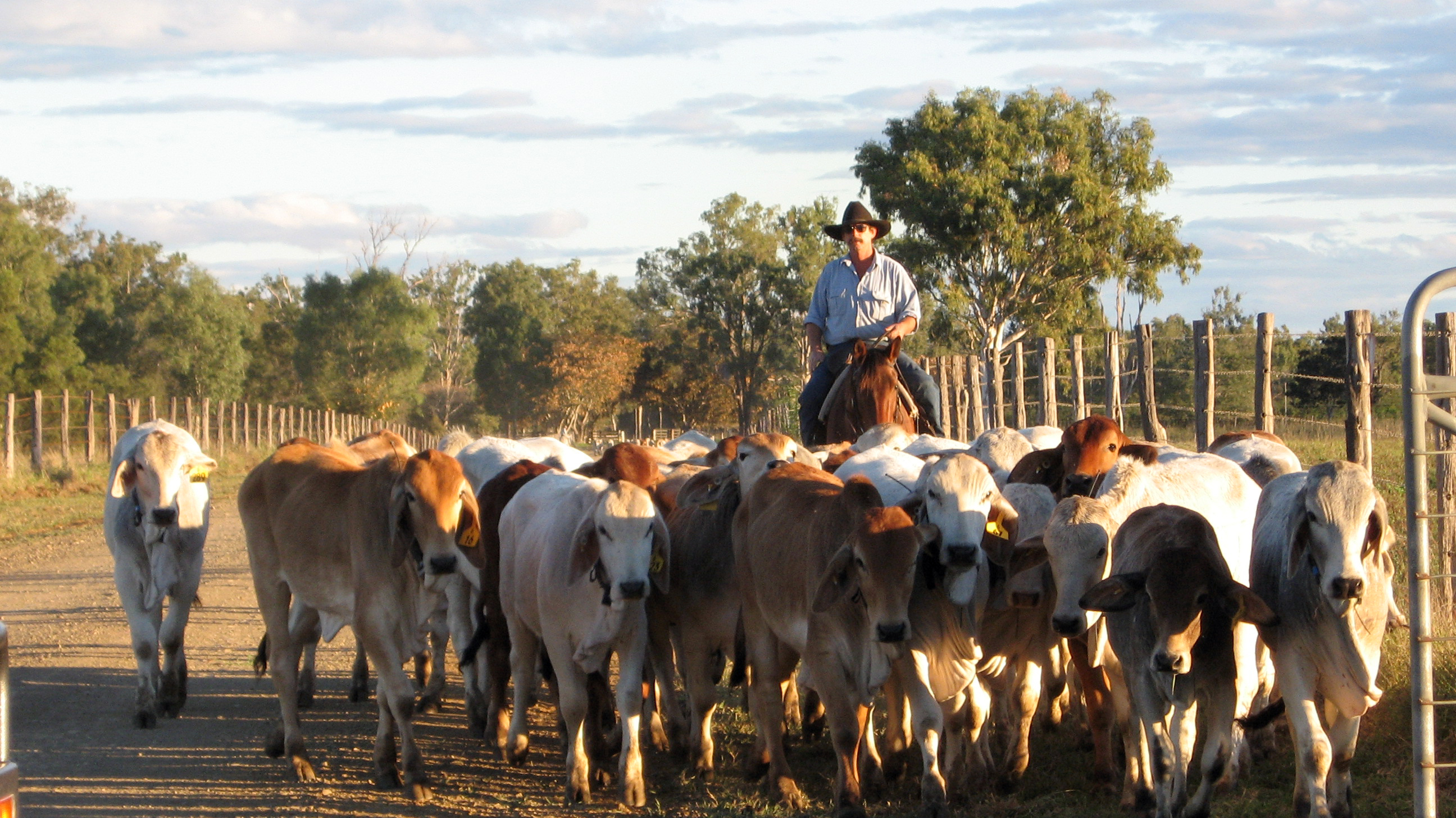
Cattle Station in Zentral-Queensland

Große Gebiete des Outbacks sind durch ein semiarides Klima geprägt und lassen sich nur für eine pastorale extensive Milch- und Fleischwirtschaft nutzen. In diesen Gebieten weiden Rinder, Schafe und auch Ziegen auf riesigen Cattle- oder Sheep-Stations. Anna Creek Station in South Australia etwa ist (mit der Größe Mecklenburg-Vorpommerns) die größte Ranch der Welt. Das an der Oberfläche fehlende Wasser für das Vieh wird durch Aquifer des Great Artesian Basin oder durch Brunnen an die Oberfläche geleitet.
Dieser bedeutende Wirtschaftszweig im Outback, der Fleisch- und Milchprodukte für Australien und die ganze Welt produziert, ist für die Besiedlung des Outbacks unerlässlich, wird aber auch kritisch gesehen, da diese Produktion nicht nachhaltig ist. Zunächst werden die natürlichen Ökosysteme verändert und belastet (Überweidung, Verdrängung von Arten), darüber hinaus ist der weltweite Vertrieb aufgrund der großen Entfernungen energieaufwändig, kostenintensiv und fördert – zusammen mit dem der CO2-Ausstoß des Viehs – die globale Erwärmung. Insbesondere die indigenen Landwirte im Outback kritisieren, dass die Produktivität ihres Landes durch eine zu intensive Bewirtschaftung und zunehmende Dürren zurückginge. Dies habe zur Folge, dass teilweise lediglich zehn Rinder auf einen Quadratkilometer gehalten werden können. (z. Vgl.: bis zu 16 Rinder in afrikanischen und asiatischen Trockensavannen)

### Tourismus
Tourismus hat für Australien und damit auch für das Outback große wirtschaftliche Bedeutung. Im Jahr 2019 besuchten es 8,7 Millionen Touristen und gaben insgesamt AUD 45,4 Mrd. aus. Da es keine umfassende Statistik über den Tourismus im Outback gibt, sei hier nur die Zahl von 1,7 Millionen Touristen genannt, die 2019 das Northern Territory besuchten.
Einige häufig von Touristen aufgesuchte Orte im Outback (ohne Anspruch auf Vollständigkeit):
Orte
- Alice Springs, Northern Territory
- Broken Hill, New South Wales
- Broome, Western Australia
- Coober Pedy, South Australia
- Kalgoorlie-Boulder, Western Australia
- Mount Isa, Queensland
- Tennant Creek, Northern Territory

Nationalparks
- Kakadu-Nationalpark, Northern Territory, UNESCO-Welterbe
- Purnululu-Nationalpark, Western Australia, UNESCO-Welterbe
- Uluṟu-Kata-Tjuṯa-Nationalpark, Northern Territory, UNESCO-Welterbe

Landmarks
- Karlu Karlu (auch als Devil’s Marbles bekannt), Northern Territory
- Kata Tjuṯa, Northern Territory (s. Uluṟu-Kata-Tjuṯa-Nationalpark)
- Katherine Gorge, Northern Territory
- Kings Canyon, Northern Territory
- Ningaloo Reef, Western Australia, UNESCO-Welterbe
- Shark Bay, Western Australia, UNESCO-Welterbe
- Uluṟu, Northern Territory (s. Uluṟu-Kata-Tjuṯa-Nationalpark)
- Willandra Lakes Region, New South Wales, UNESCO-Welterbe

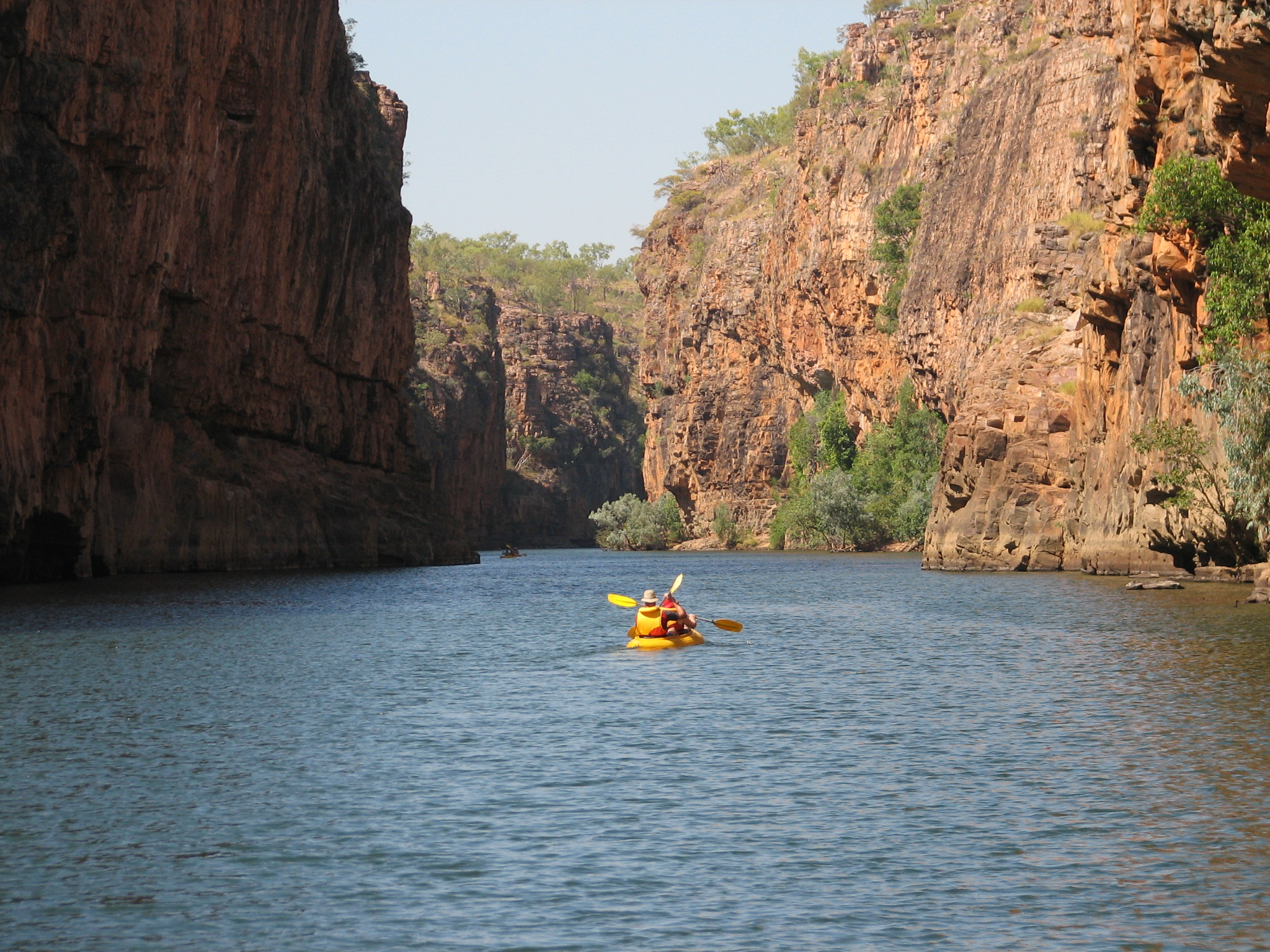
Katherine Gorge im Northern Territory
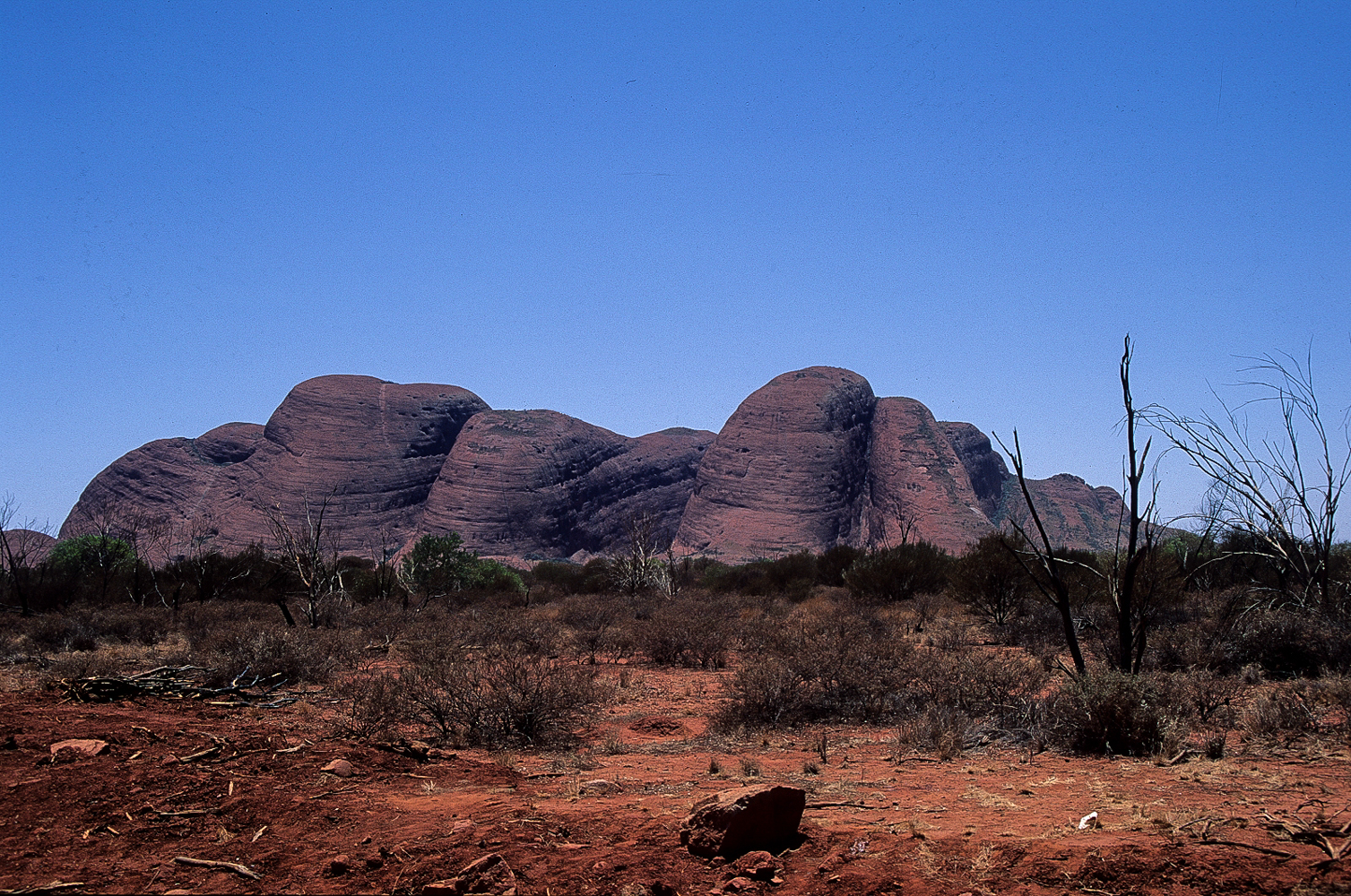
Kata Tjuṯa im Northern Territory
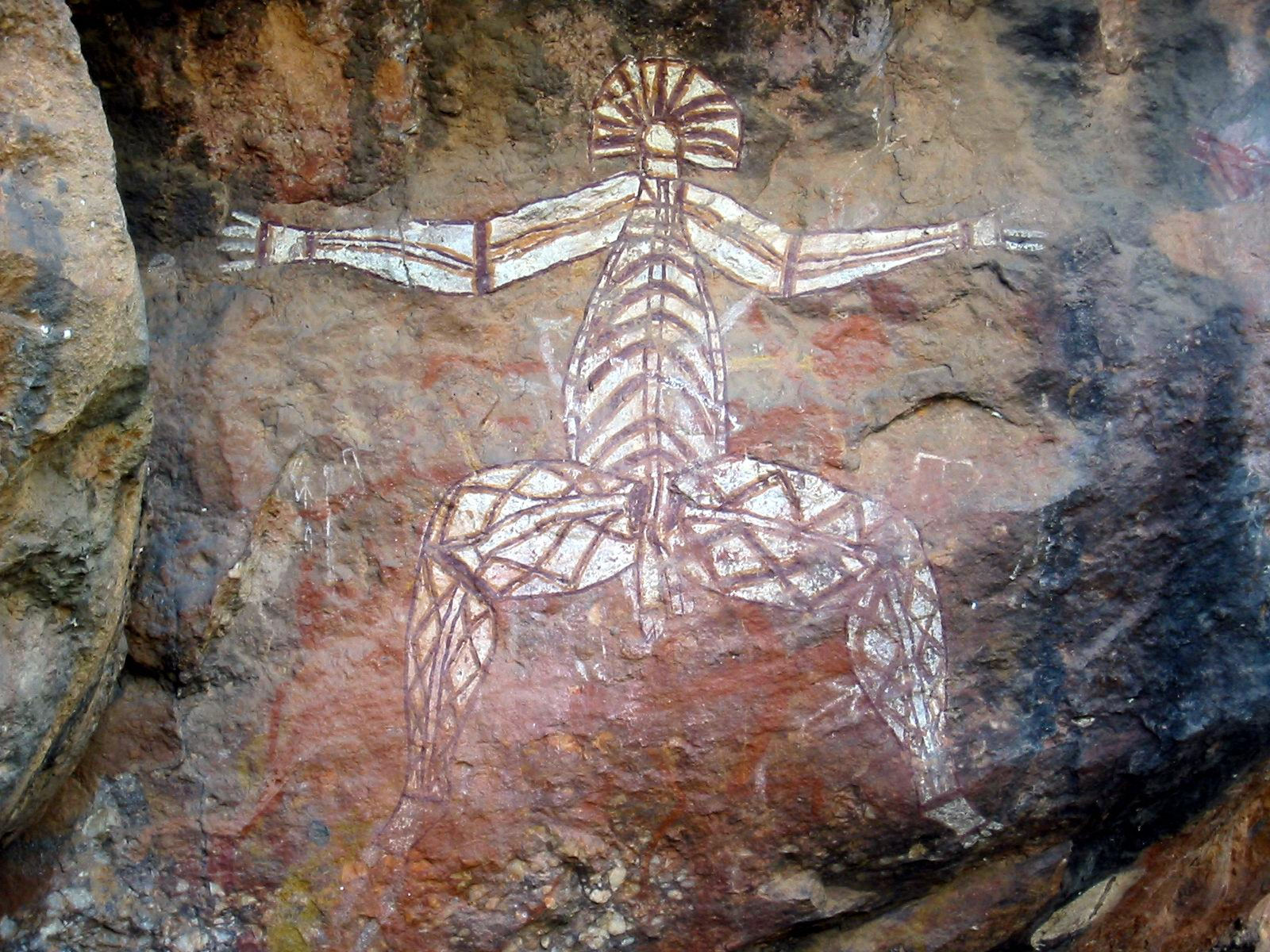
Kunst der Aborigines im Kakadu-Nationalpark
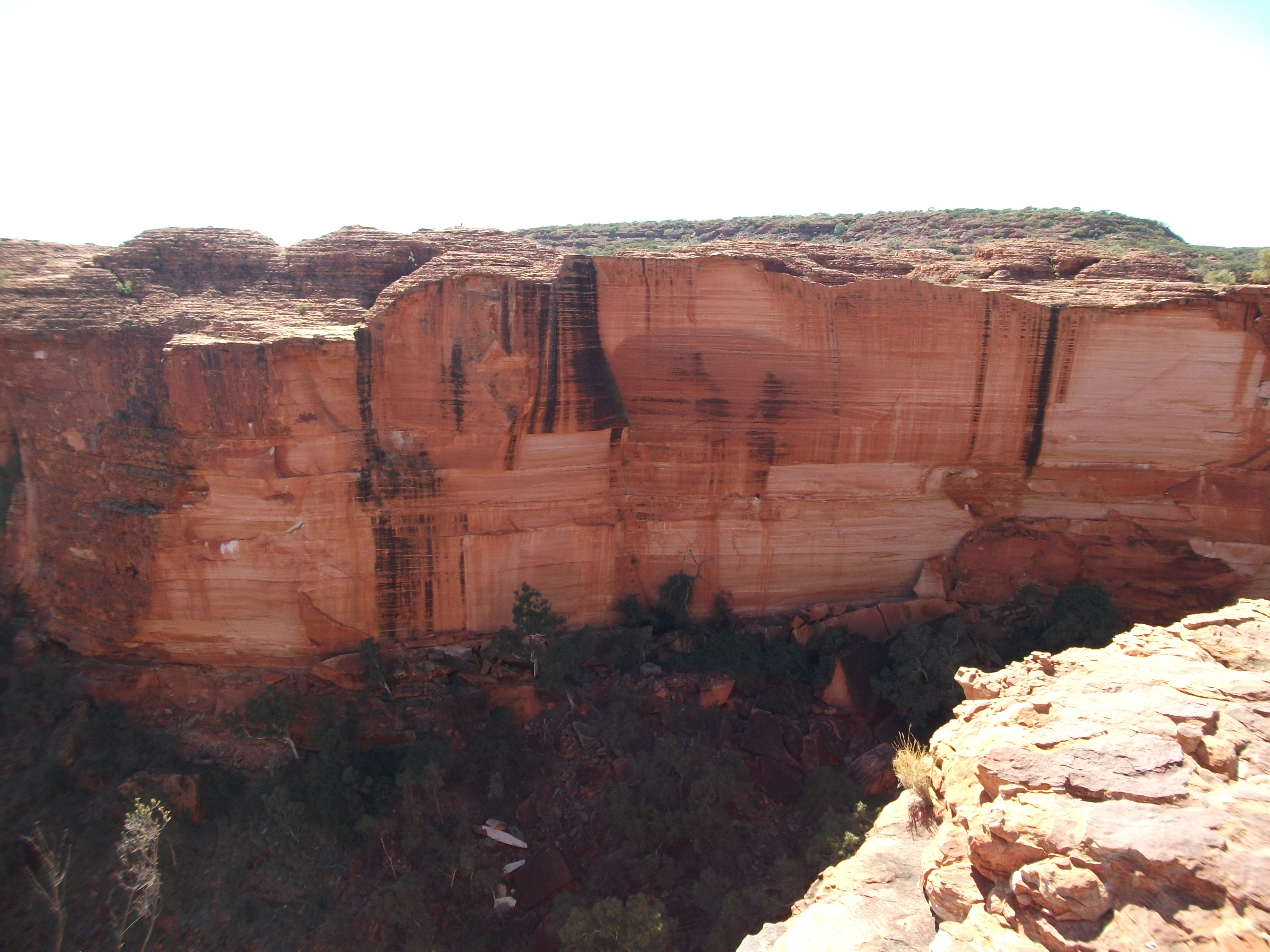
Kings Canyon (South Wall)

### Bergbau
Der Bergbau im Outback hat nicht nur große Bedeutung für das Gebiet selbst, sondern auch für die gesamte australische Wirtschaft und darüber hinaus, weil durch den Export dieser Güter inländische Wohlstandsgewinne erzielt werden können. Der Bergbau hat ferner Bedeutung für die Schaffung von Arbeitsplätzen – nicht nur für die lokale Bevölkerung, sondern auch für andere australische Regionen, da Arbeitskräfte von dort ins Outback ziehen.
Im Outback gibt es zahlreiche große Vorkommen wie Eisen-, Mangan- und Uranerz, Bauxit (für die Aluminiumherstellung), Gold, Nickel, Kupfer, Blei, Zink und weitere Erze, die entweder in Australien weiter verarbeitet oder auch exportiert werden. Einige Beispiele für den australischen Bergbau sind der Eisenerzbergbau in Western Australia, Uranabbau in Australien und Kupferbergbau in Australien. Es gibt große Abbaugebiete von Erdöl und Erdgas, die sich beispielsweise im Cooperbecken oder im Nordwesten Australiens vor der Küste befinden. Daneben sind noch die großen australischen Opalvorkommen zu nennen, die vor allem in Coober Pedy, Lightning Ridge und White Cliffs und weiteren Gebieten gefunden werden. Eines der weltgrößten Diamantvorkommen wurde in der Argyle-Diamantenmine in Western Australia abgebaut; sie ist seit 2020 geschlossen.
Der Bergbau im Outback kann erhebliche Folgen für die Umwelt haben: Beim Uranabbau können radioaktive Stoffe in die Umwelt entweichen. Im Herstellungsprozess von Bauxit zu Aluminium fällt giftiger Rotschlamm an, der sicher in künstlich geschaffenen Becken in der freien Natur gelagert werden muss. Bei Dammbrüchen kann die Natur mit Giftstoffen kontaminiert werden.

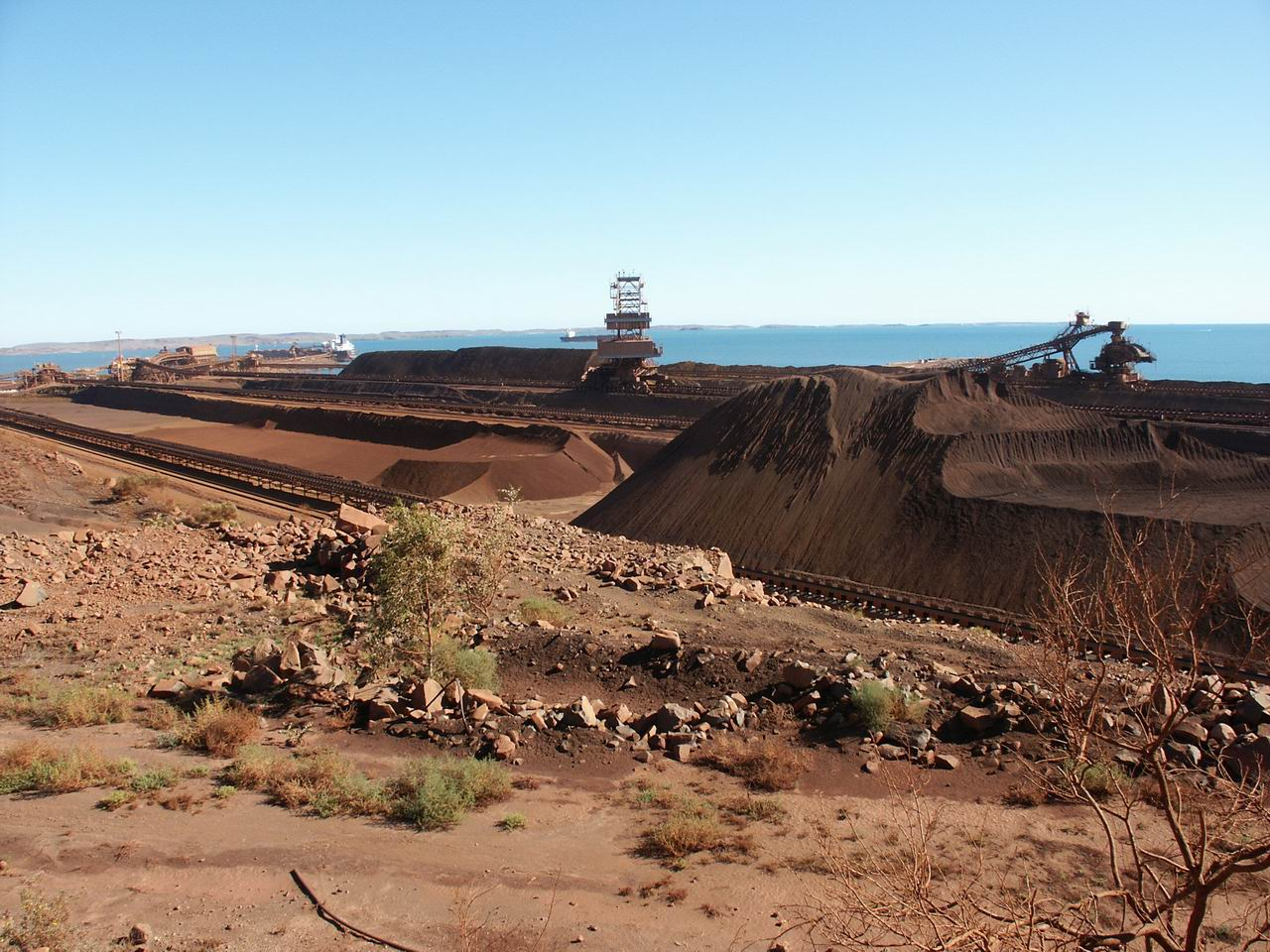
Eisenerz-Verladehafen in Dampier in Western Australia
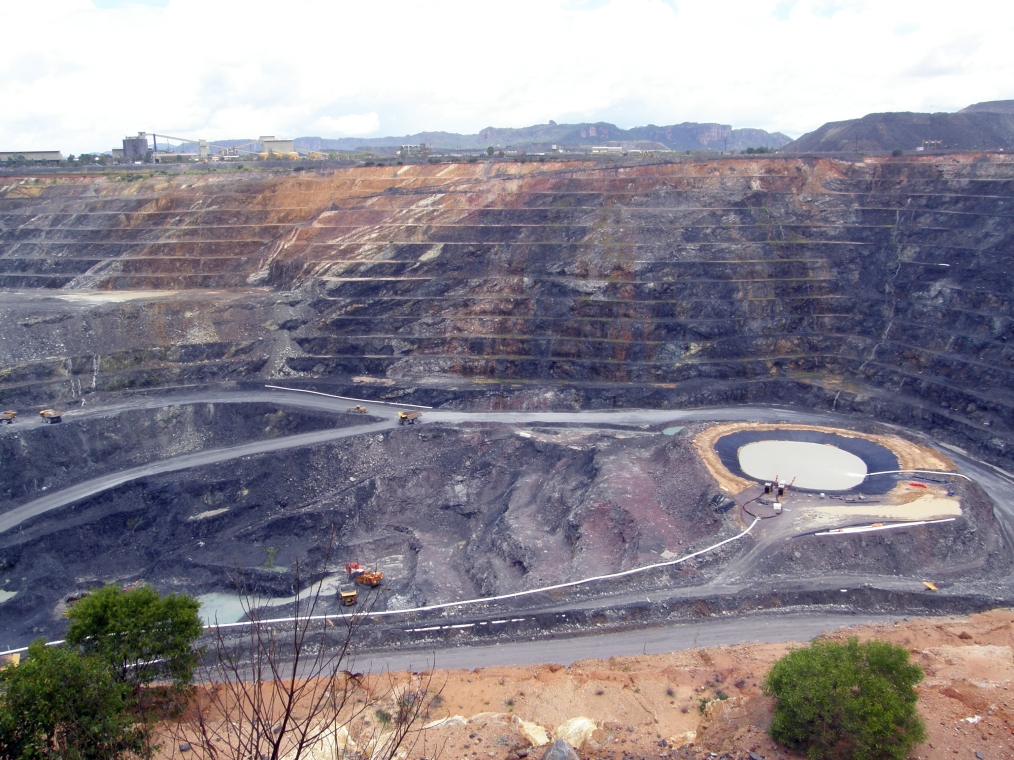
Uran-Tagebau in der Ranger-3-Mine im Northern Territory
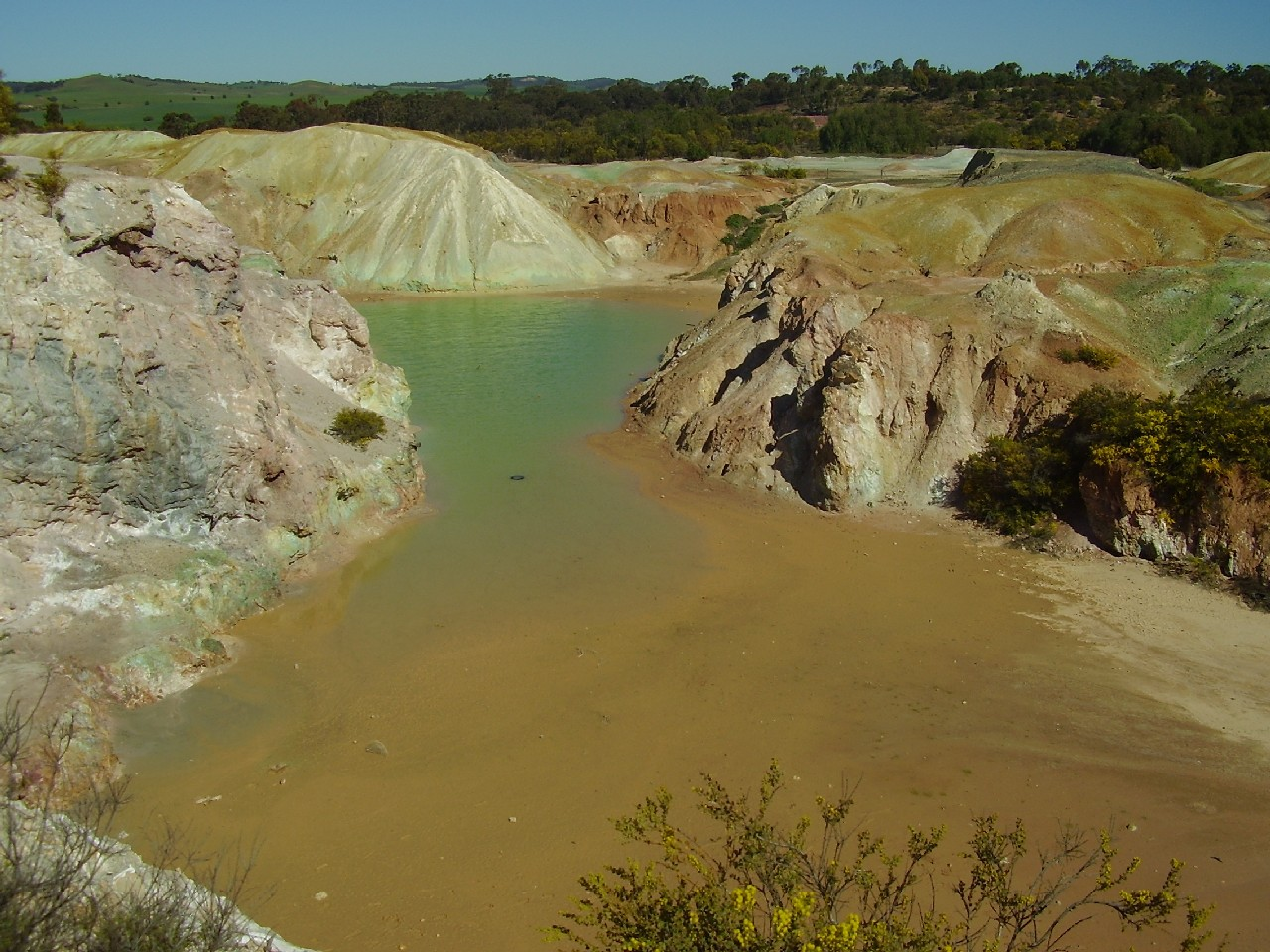
Ein mit Wasser gefüllter Kupfertagebau bei Kapunda in South Australia
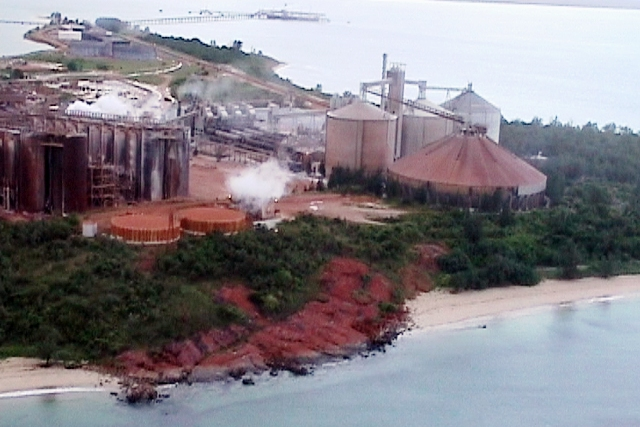
Bauxit-Raffinerieanlage auf dem Gelände der Gove-Bauxitmine bei Nhulunbu, Northern Territory
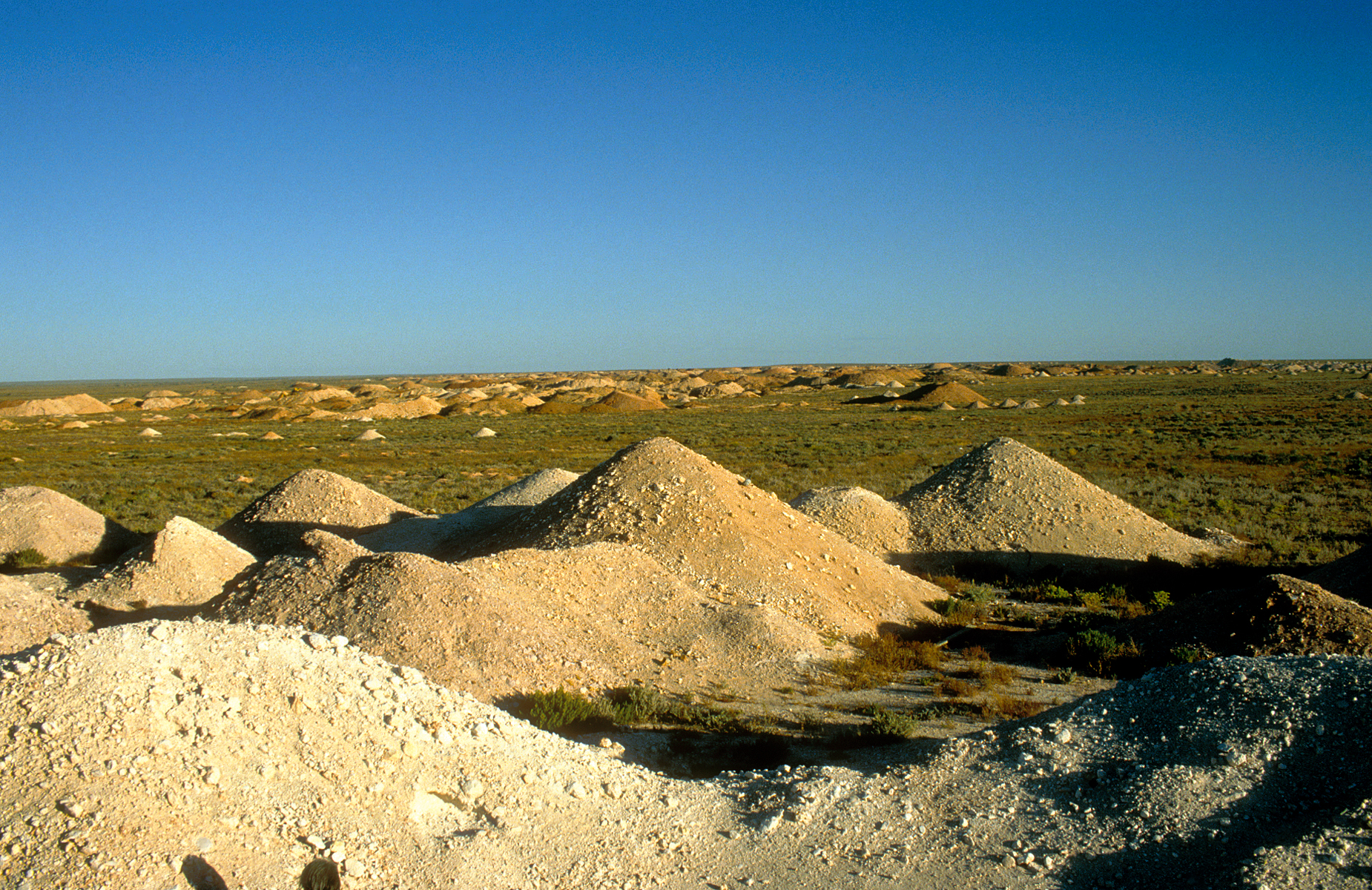
Folgen der Opalsuche bei Coober Pedy in South Australia(1992)

## Bevölkerung
In einer Studie, die die Bevölkerungsentwicklung der Jahre 1996 bis 2006 verglich, sank die Bevölkerung im Outback um 3,7 Prozent auf insgesamt 690.000 Personen. Im gleichen Zeitraum wuchs die Bevölkerung Australiens um 12 Prozent. Die Entwicklung im Outback verläuft allerdings unterschiedlich: Im Northern Territory sank sie um 12 Prozent, im zentralen Westen Australiens und im Nordwesten von Queensland um 11 Prozent, in den Regionen Kimberley stieg sie um 17 Prozent und Pilbara um 5 Prozent. Im Jahr 2006 waren 17 Prozent indigener Abstammung, 1996 waren es 15 Prozent.

## Aborigines
Von den rund 2700 indigenen lokalen Gemeinschaften, die es heute in Australien gibt, liegen über 90 Prozent im Outback. Für die Aborigines, die im Outback leben, hat der Besitz und die Nutzung ihres angestammten Landes große Bedeutung. Als Australien ab dem Jahr 1788 von den Briten kolonisiert wurde, erklärten sie den Australischen Kontinent zum Terra Nullius, einem Niemandsland, daraufhin eignete sich die britische Krone das Land an. Aborigines hatten keinerlei Anspruch auf das Land, in dem sie seit mehr als 60.000 Jahren lebten. Die Epoche der Jäger und Sammler in Australien endete im Outback am 14. Oktober 1984, als die Pintupi Nine, die letzte isoliert lebende Aborigines-Gruppe, im Outback diese Lebensform aufgab und zum ersten Mal in Kontakt mit der heutigen Zivilisation kam. Es war ein Ereignis, das seinerzeit weltweit Beachtung fand.

### Outstation Movement
In den 1970er Jahren entstand ein Outstation Movement oder Homeland Movement (Außenstand-Bewegung oder Heimatland-Bewegung), die das Ziel verfolgte, in abgelegene Gebiete Australiens zurückzukehren, dabei entstanden im Outback sogenannte Outstations, in denen sich meist 20 bis 50 Aborigines ansiedelten. Sie wollten wie ihre Vorgänger-Gemeinschaften naturnah – das heißt mit einem großen Anteil an traditioneller Subsistenzwirtschaft – leben. Die erneute Besiedlung erfolgte in Eigenverantwortung und mit Unterstützung offizieller Stellen. Die Outstations wurden vor allem im Northern Territory, in Western Australia und Victoria in abgelegenen ländlichen Gebieten aufgebaut. Die in Outstation lebenden Aborigines haben die gleichen sozialen und politischen Rechte wie alle anderen Australier. Diese Menschen sichern heute (2022) ihren Lebensunterhalt vorwiegend durch Helferarbeiten auf Farmen und Viehstationen oder leben als Fremdenführer oder vom Verkauf von Kunsthandwerk. Einige Outstations sind mittlerweile zu Künstlersiedlungen geworden, Beispiele hierfür sind Yirrkala und Papunya, es gibt weitere. Die überlieferten Jagd- und Sammeltechniken wurden teilweise wieder praktiziert oder dienen der Nahrungsergänzung. Das heutige australische Bush Food, das derzeit eine Renaissance erlebt, hat seine Wurzeln in dieser Bewegung. Die Outstation-Bewegung baute bis 1997 insgesamt 588 Homeland-Stationen auf, die von etwa 9500 indigenen Bewohnern bewohnt waren.

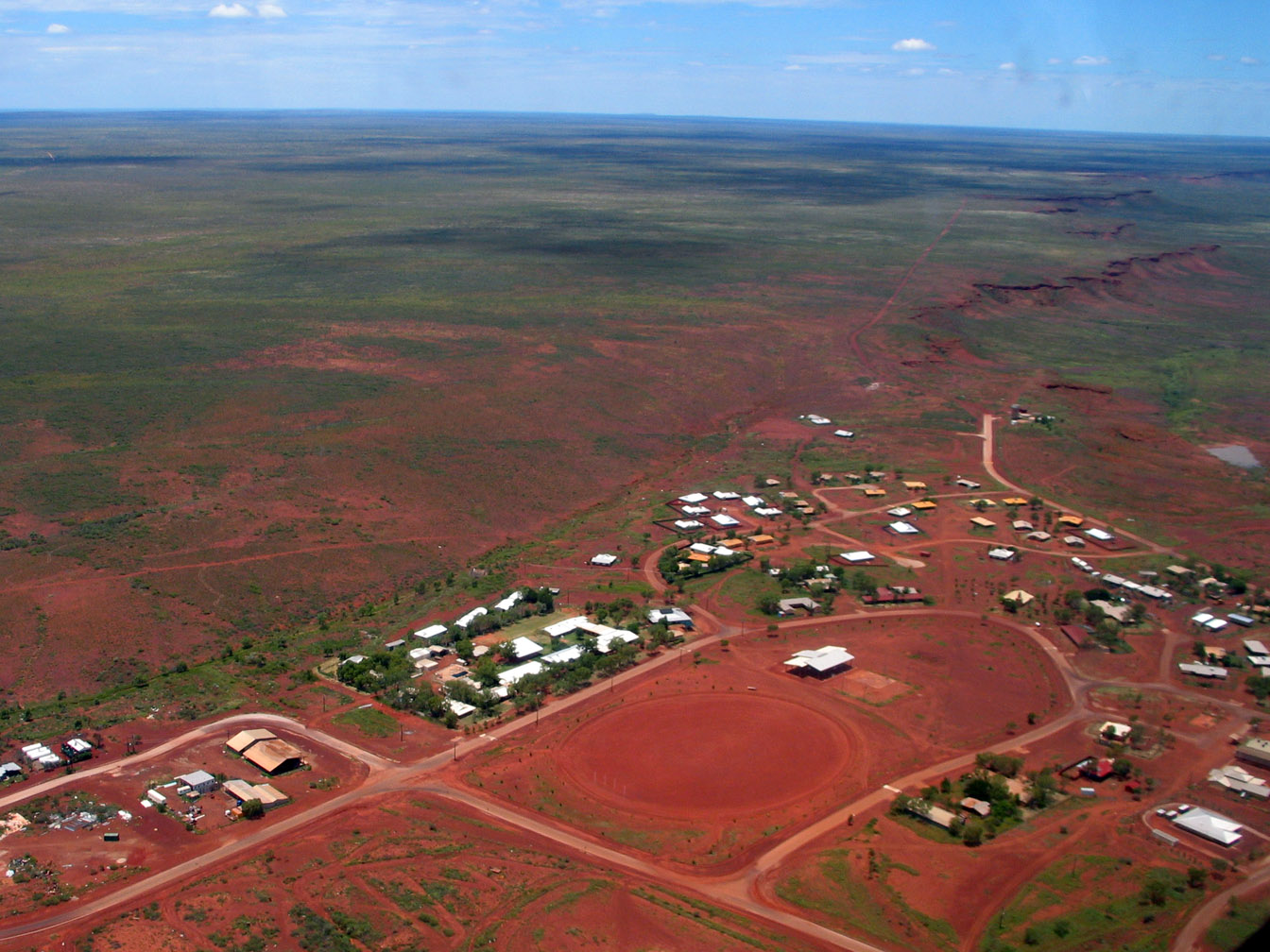
Luftaufnahme der Outstation Balgo in Western Australia
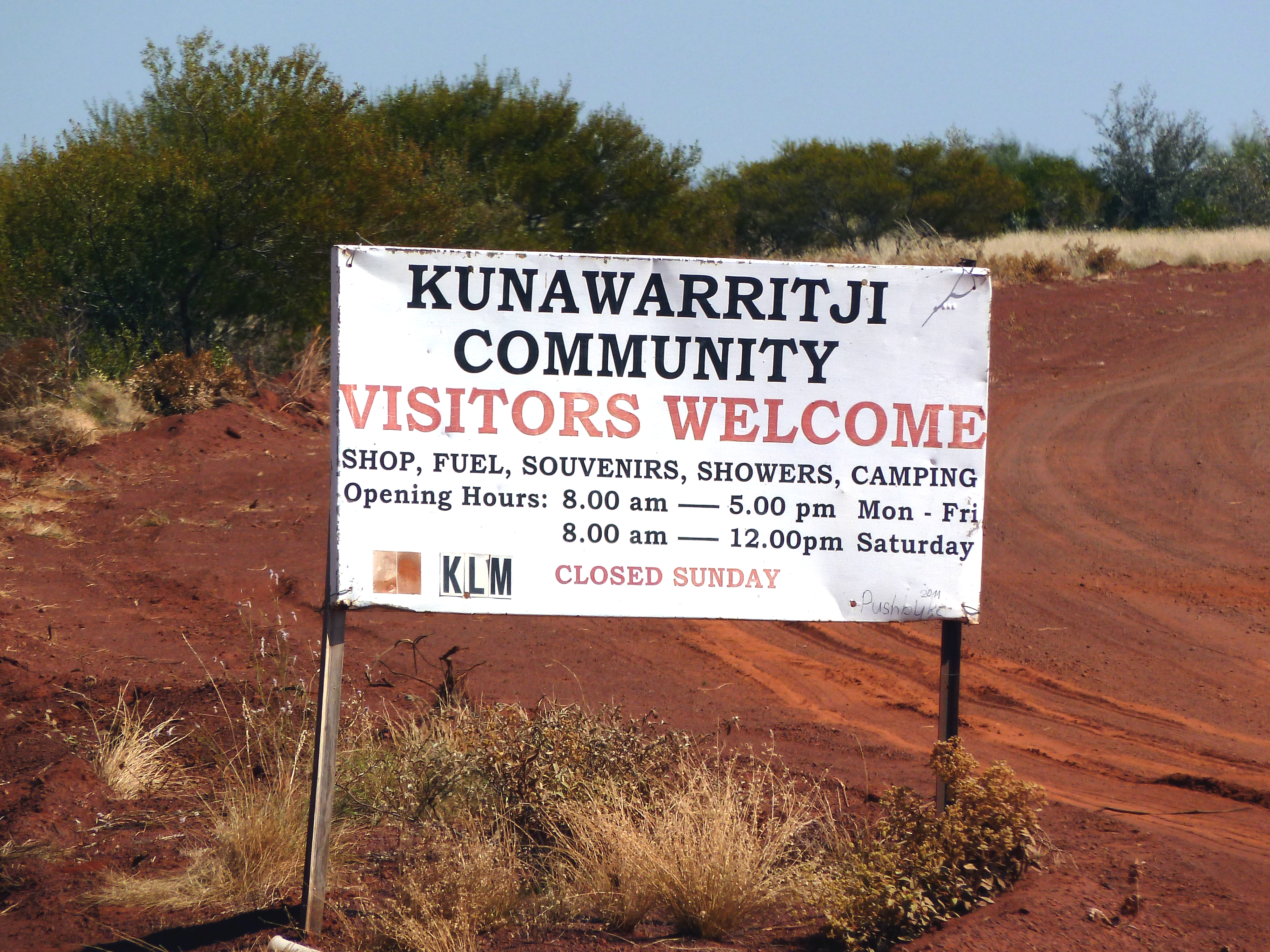
Outstation Kunawarritji in der Gibsonwüste in Western Australia
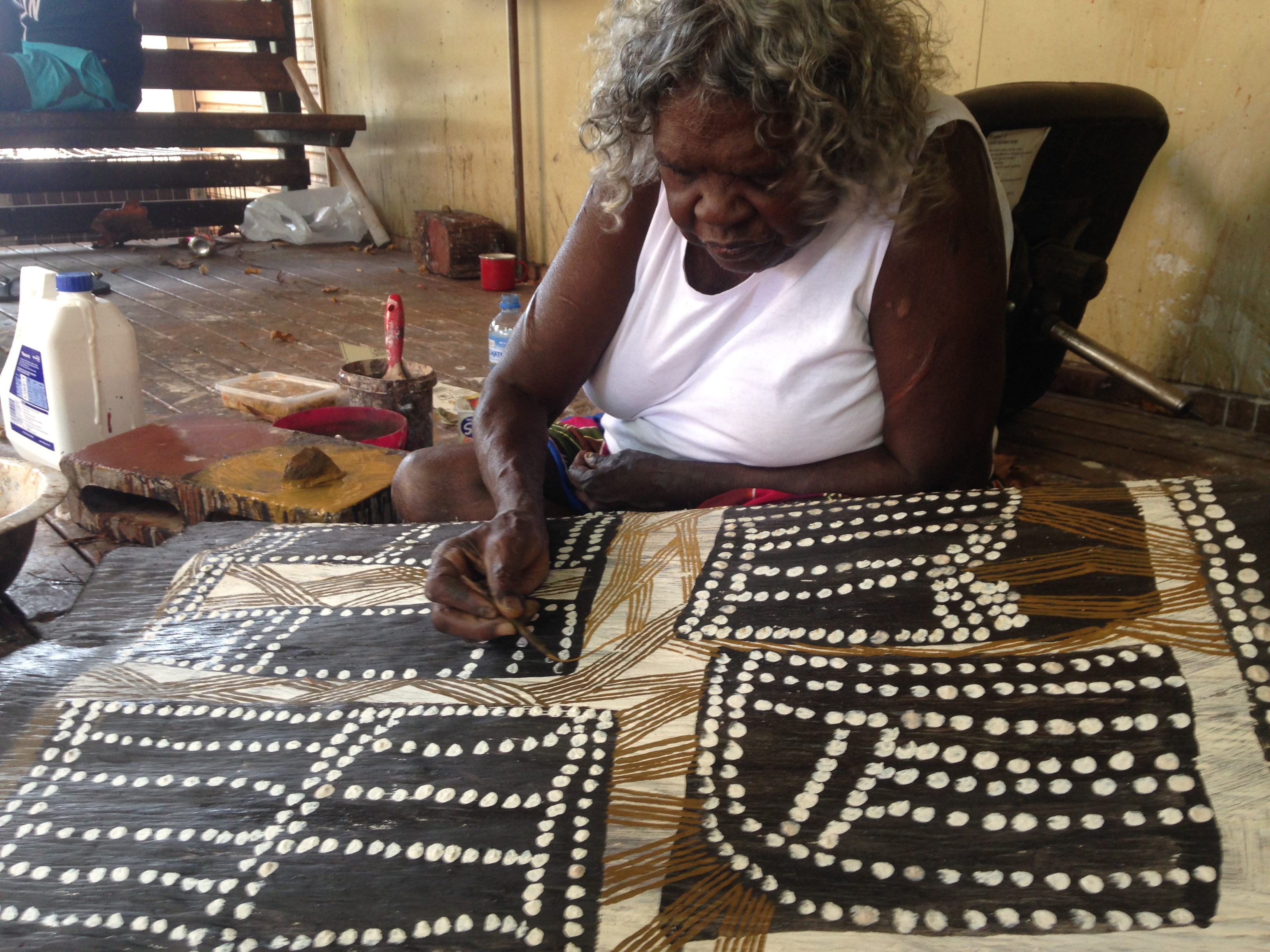
Dot-Painting in der Outstation Yirrkala
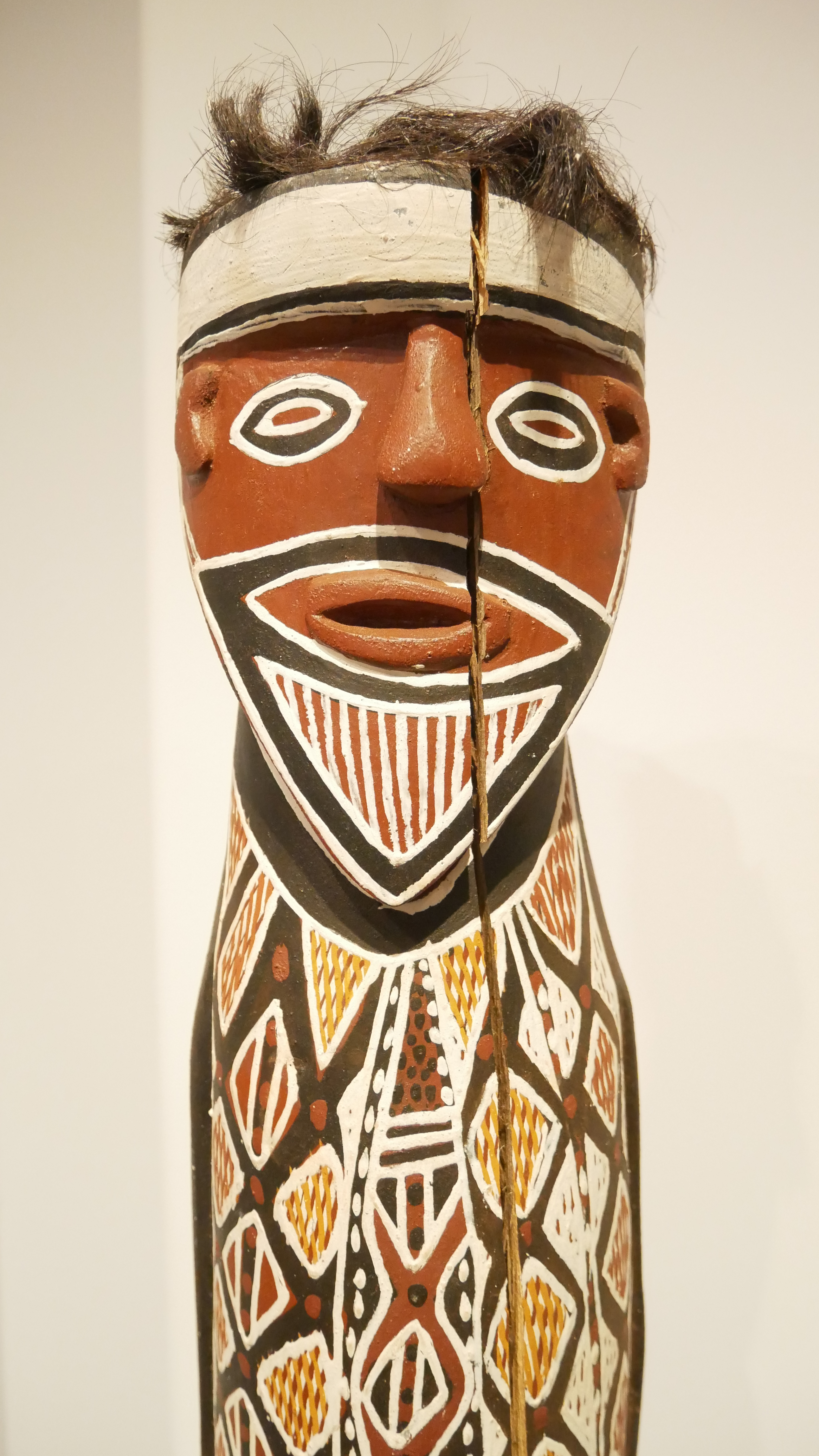
Schnitzarbeit aus Yirrkalla

### Native Title und Aboriginal Land Rights

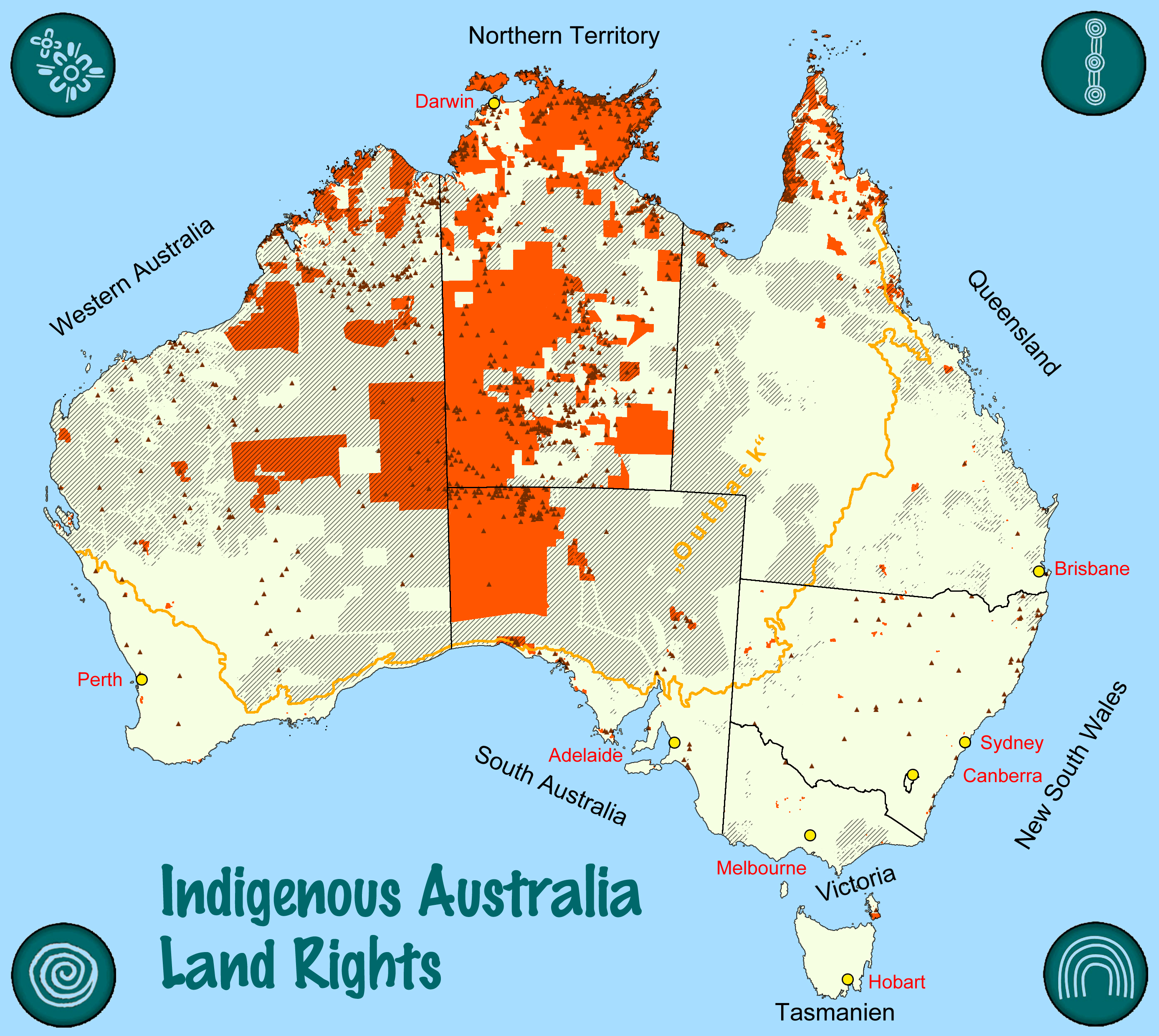
Indigenous Land Rights in Australien (2022)

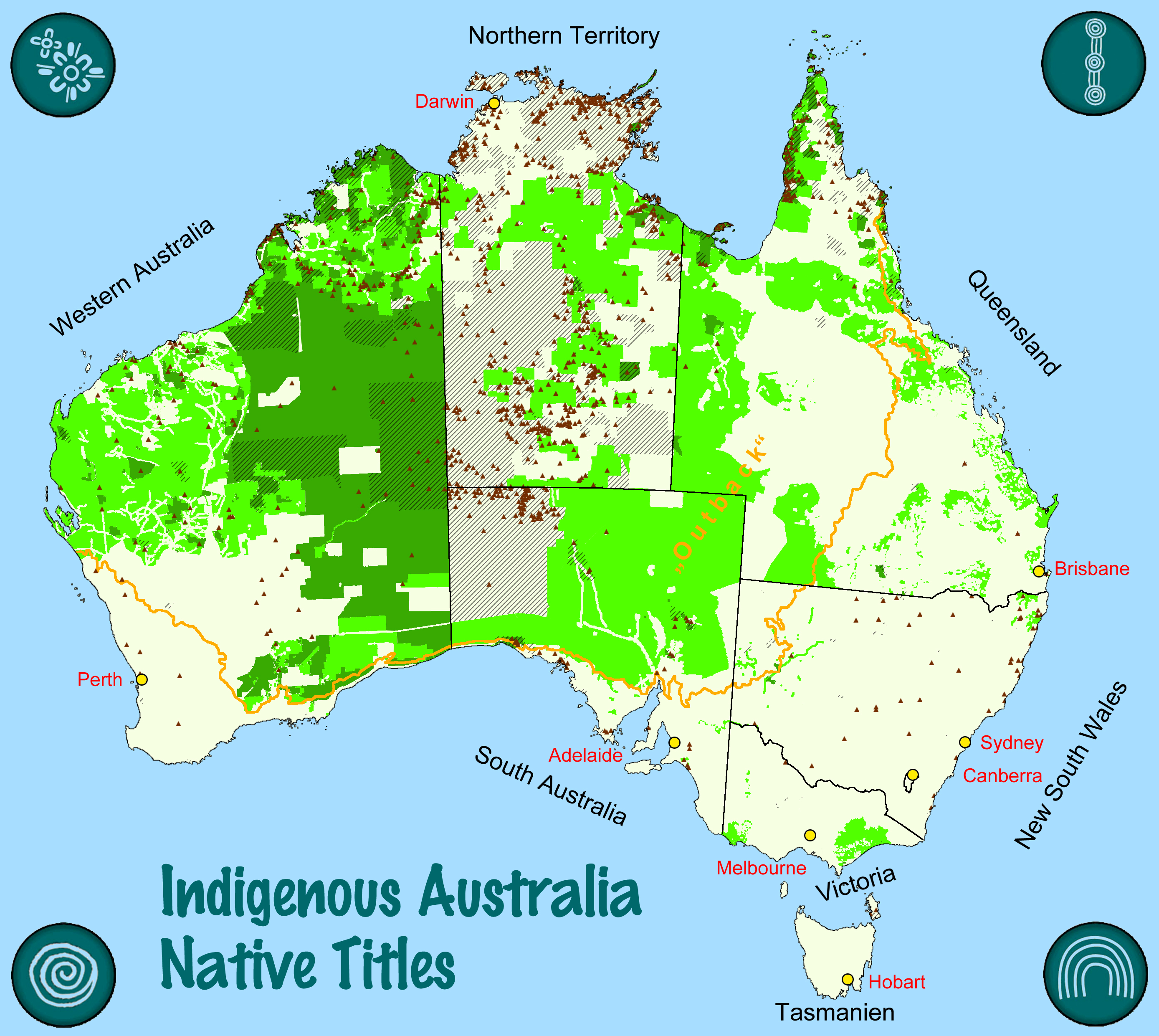
Native Title in Australien (2022)

Beim sogenannten „Native Title“ (i. S. von „Indigener Besitztitel“), dem bedeutendsten Landnutzungsrecht der Aborigines, das es seit 1993 in Gesetzesform (Instanz ist das High Court of Australia) gibt, wird zwischen exklusiven und nicht-exklusiven Native Titles unterschieden. Addiert man beide Anteile der Native Title auf, umfassen sie im Jahr 2022 zusammen 53 Prozent der Landflächen Australiens. Nur auf den Outback bezogen sind es etwa 55 Prozent der Fläche. Die Native Title umfassen unterschiedlich große Gebiete, einen der größten halten die Martu über ein Gebiet von 136.000 km², in dem die Telfer-Goldmine liegt.
Neben dem Native Titel, beziehungsweise als Folge aus entsprechenden Landrechtsklagen, existiert das sogenannte „Aboriginal Land Right“ („Landrecht der Aborigines“) in Form von Landesgesetzen der australischen Bundesstaaten und Territories, die für ihre zuständigen Gebiete Rechtskraft erlangten. Sie verschaffen den Indigenen im Gegensatz zu den Native Titles rechtmäßiges Landeigentum. Das erste diesbezügliche Gesetz trat 1976 im Northern Territory in Kraft. Native Title gelten seit 1993 für das gesamte Staatsgebiet Australiens. Sie werden bei unterschiedlichen Rechtsauffassungen vom Federal Court of Australia oder vom High Court of Australia nach Berufung erteilt. Beide Gesetzesformen befassen sich mit Bodenschätzen, Wasser-, Wege-, Nutzungsrechte und auch mit spirituellen Zeremonien und mit der Wirksamkeit von Aborigines-Gesetzen, die aus der vorkolonialen Landnutzung stammen. Auf einem Gebiet können sowohl ein Native Title als auch ein Aboriginal Land Right rechtlich wirksam sein. Zur Lösung von Landrechtsproblemen zwischen Landeigentümern und -nutzern, gibt es die „Ingenous Land Use Agreements“ (ILUAs) (Indigene Landnutzungsvereinbarung). Es handelt sich um ausverhandelte und verschriftlichte Vereinbarungen zwischen Native-Haltern, Regierungen und Unternehmen über die Land- und Wassernutzungsrechte.
Etwa 17 Prozent der australischen Landfläche gehört 2022 den Aborigines. Diese Gebiete liegen zu über 99 Prozent im Outback und machen rund 24 Prozent von dessen Fläche aus. Sie umfassen zum größten Teil Wüsten.

### Nutzen für Aborigines
Native Title und Aboriginal Land Right haben für die Aborigines im Outback große Bedeutung und Nutzen, denn sie belegen ihre Besitz- und Nutzungsrechte oder ihr konkretes Landeigentum. Sie können ihre Jagd- und Kulturgepflogenheiten leben, wie auch ihre traditionellen Zeremonien auf ihrem eigenen Land praktizieren. Aborigines können ihre verwandtschaftlichen Beziehungen zu anderen benachbarten Stämmen beleben und pflegen, dies gilt sowohl Mensch und Land. Ein Native Title sichert das Land für nachkommende Generationen wie auch die Weitergabe ihrer traditionellen Gesetze und Bräuche, die an das Land gebunden sind. Aborigines können eigene Unternehmen aufbauen und werden wirtschaftlich selbstständig und unabhängig, es entsteht Beschäftigung. Sie können Bergwerks- und Landwirtschaftsunternehmen bei der Nutzung ihres Landes begleiten und beraten, was auch für die Anlage von Nationalparks von Bedeutung oder sie können in den Parks auch als Ranger und Fremdenführer arbeiten. Um ihre Ansprüche zusätzlich zu sichern, haben sehr viele Aborigines-Gemeinden von dem Recht Gebrauch gemacht, ihr Land (zumeist Eigentum, seltener exklusive Besitzrechte) zu Naturschutzgebieten zu erklären. Dies geschieht auch vor dem Hintergrund, dass ein generelles Vetorecht gegen Bergbaukonzessionen nicht durchgesetzt werden konnte.

### Bewertung
Im globalen Vergleich dürfen die enorm großen Gebiete, die Australien den Indigenen „zurückgegeben“ hat, nicht darüber hinwegtäuschen, dass die Native Titles sehr uneinheitlich sind, oftmals Rechte an Wasser oder Bodenschätzen vermissen lassen und jederzeit einseitig und möglicherweise ohne Entschädigung per Gesetz aufgekündigt werden könnten. Von der von den Vereinten Nationen geforderten Territorialautonomie für indigene Völker ist Australien wesentlich weiter entfernt als etwa Kanada (z. B. Nunavut) oder Dänemark (Grönland).

### Wirtschaftliche, spirituelle und kulturelle Bedeutung
Die nachfolgenden Beispiele zeigen und verdeutlichen die praktischen und politischen Auswirkungen, die die Auseinandersetzungen um die Landrechte im Outback haben können.
Die Aborigines der Mirarr halten seit 1976 ein Land Right in einem Gebiet, in dem die Ranger-Uran-Mine und das Gelände des verhinderten Jubiluka-Uran-Bergwerks, der Kakadu-Nationalpark, die Stadt Jabiru, sowie die Feuchtgebiete des Jabiluka billabong country und die Sandstein-Schicht des Mount Brockman liegen. Dieses Recht wurde ihnen entsprechend dem Aboriginal Land Rights (Northern Territory) Acts 1976 zugesprochen. Durch langandauernde Proteste der Mirrar auf dem künftigen Bergwerksgelände des Jubiluka-Uran-Bergwerks und durch den Einspruch der UNESCO, die in einem weiteren Uranabbau eine Gefahr für das Welterbe des Kakadu Nationalparks sah, konnte das Jabiluka-Uran-Bergwerk verhindert werden. 1995 gründeten die lokalen Aborigines die Gundjeihmi Aboriginal Corporation, die mit der Energy Resources of Australia Ltd (ERA), eine Tochter von der Bergwerksgesellschaft Rio Tinto, im Auftrag der Mirarr verhandelt. Damit verfügt diese lokale Aborigines-Gemeinschaft einen gewissen Einfluss auf eine nachhaltige Entwicklung und Schutz ihrer historischen Stätten und deren Nutzung. Von der ERA erhalten sie sogenannte royalities (Nutzungsgebühren) für den Uranabbau in der Ranger-Uran-Mine. Mit diesen Geldern finanziert die Aborigines-Korporation eine eigene lokale und wirtschaftliche Entwicklung, Bildungs- und Fortbildungsmaßnahmen. Die Elder der Mirrar ist Yvonne Margarula, die für ihren Einsatz gegen den Uranabbau 1998 den International Environment Award der Friends of the Earth und den Nuclear-Free Future Award erhielt, wie auch den 1999 US-amerikanischen Goldman Environmental Prize.
Bei Timber Creek, eine 1975 gegründete Stadt im Outback vom Northern Territory, etwa 600 km südlich von Darwin liegend, halten die Aborigines der Ngaliwurru and Nungali einen Native Title über 127 Hektar, der teilweise innerhalb der Stadt liegt und sie zusätzlich umschließt. Durch die Bebauung und Nutzung, verbunden mit der Zerstörung von kulturellen und spirituellen Stätten entstanden Schadensersatzansprüche in Höhe von AUD 2,7 Millionen. Für die Zerstörung einer Höhle mit einem großformatigen historischen Bildwerk und das Land, das für die Aborigines hohe spirituelle und kulturelle Bedeutung darstellte, wurden zum ersten Mal in der Geschichte Australiens AUD 1,3 Millionen für die spirituelle und kulturelle Zerstörung als Schadensersatz in einem letztinstanzlichen Gerichtsverfahren anerkannt. Daher gilt dieser Native Title als richtungsweisend für kommende Auseinandersetzungen über diese immateriellen Werte.

## Infrastruktur
- Die 3.200 Kilometer lange Transaustralische Telegrafenleitung verband ab 1872 Port Augusta mit Darwin und ermöglichte über Seekabel eine Kommunikation über Niederländisch-Indien bis nach Europa. An den Telegrafenstationen entstanden erste Siedlungen, die das weitere Eindringen ins Outback erleichterten.
- Road Trains mit einer Länge von maximal 53,5 m Länge, meist mit mehreren Anhängern und einem Frontschutzbügel (in Australien oft als Roo Bar – „Känguruhfänger“ bezeichnet, vom englischen kangaroo), dürfen in Ballungsgebieten nicht fahren. Sie stellen den Überlandtransport im Outback sicher, da kaum Bahnverbindungen bestehen.
- Wenige asphaltierte Hauptverkehrsstrecken (Highways) durchziehen das Outback; abseits dieser Strecken sind Sandpisten in Wüste und Regenwald nur mit Allradantrieb befahrbar.
- Von 1952 bis 1957 fanden 12 Atomwaffentests der Briten mit Erlaubnis der Australischen Regierung in Australien statt. Dabei wurde um Maralinga, das im Westen des Outbacks von South Australia in der Nullarbor-Wüste liegt, ein Gebiet von etwa 80.000 km² für Atomwaffentests genutzt. Das Gebiet wurde später zur etwa 127.000 km² Woomera Prohibited Area erklärt, einem militärischen Sperrgebiet, das ungefähr die Größe von Nordkorea umfasst und teilweise kontaminiert ist. Nach einem oberirdischen Atomwaffentest auf den Montebello-Inseln am 19. Juni 1956, die vor der Küste von Western Australia liegen, verteilte sich der radioaktive Fallout über die gesamte Nordhälfte des Outbacks.[33][34]
- Ab dem Jahr 2004 ermöglichte der The Ghan, ein Fernverkehrszug, die Verbindung durchs Outback von Adelaide über Alice Springs mit Darwin, sowie die Verbindung von Küste zu Küste.
- Einzelne Rinder-Farmen und Versorgungsstationen mit wenigen Häusern. Häufig sind dabei Tankstelle, Supermarkt, Reparaturwerkstatt, Bank, Post, Motel und Kneipe in einem einzigen Haus, dem Roadhouse, untergebracht.
- Die Kinder erhalten Fernunterricht über Funk (School of the Air) und Internet, im Krankheitsfall wird der Royal Flying Doctor Service (RFDS) gerufen.
- Kommunikative Veranstaltungen wie das Birdsville-Pferderennen oder auch der Camel Racing Cup in Alice Springs haben lokalen Kult-Status.

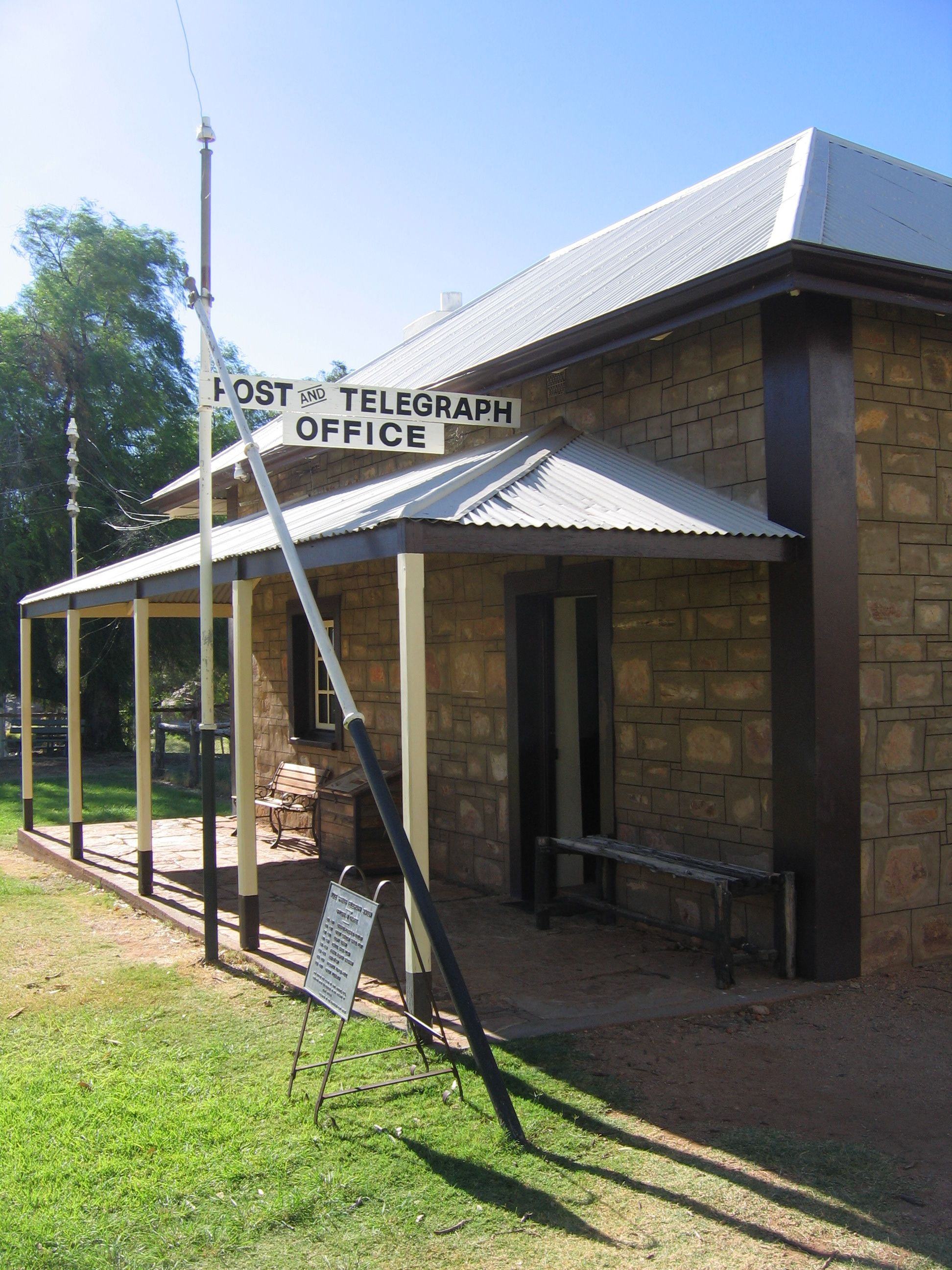
Telegrafenstation in Alice Springs mit Postoffice
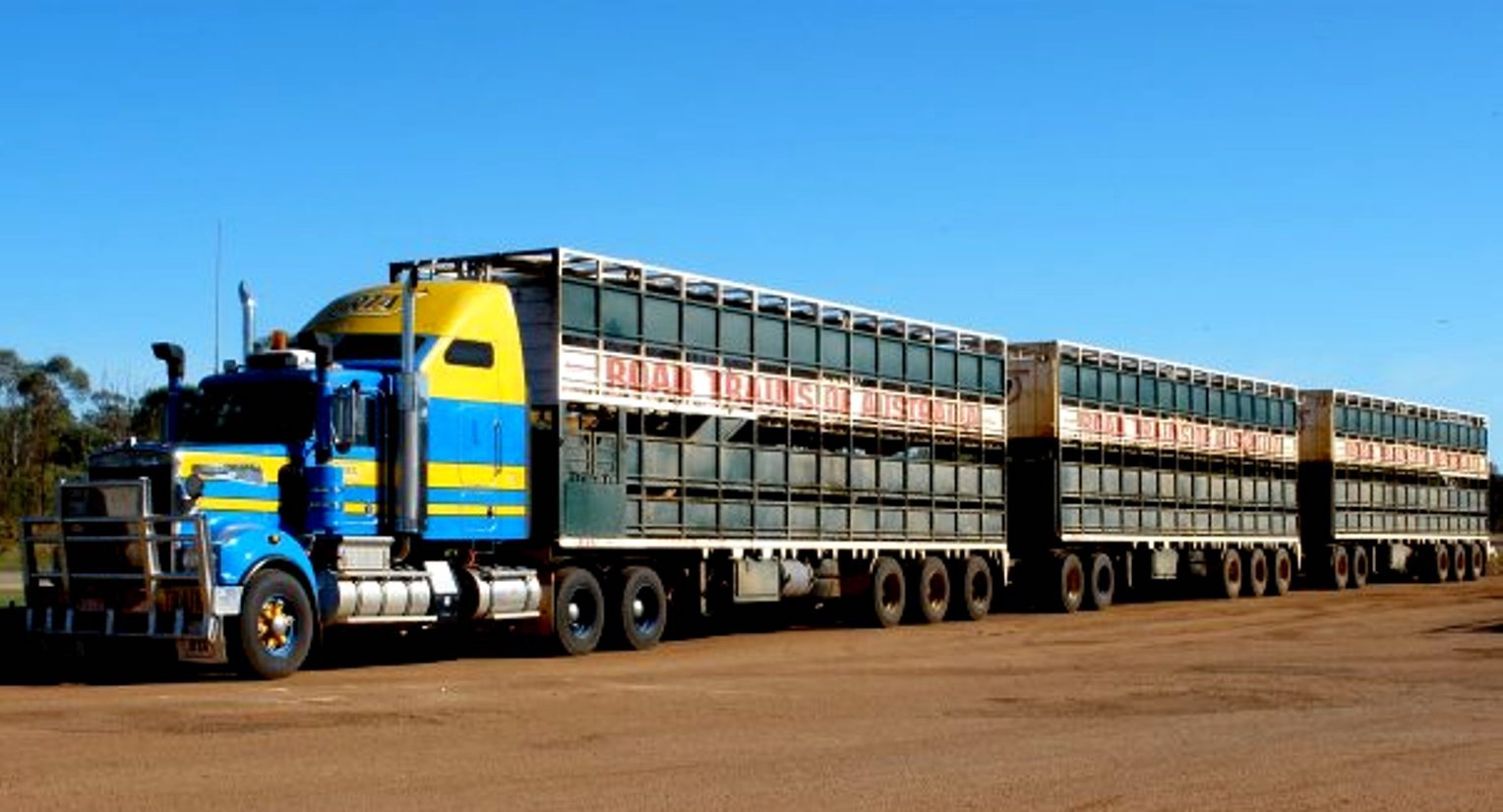
Road Train mit zwei Anhängern und Känguruh-Fänger
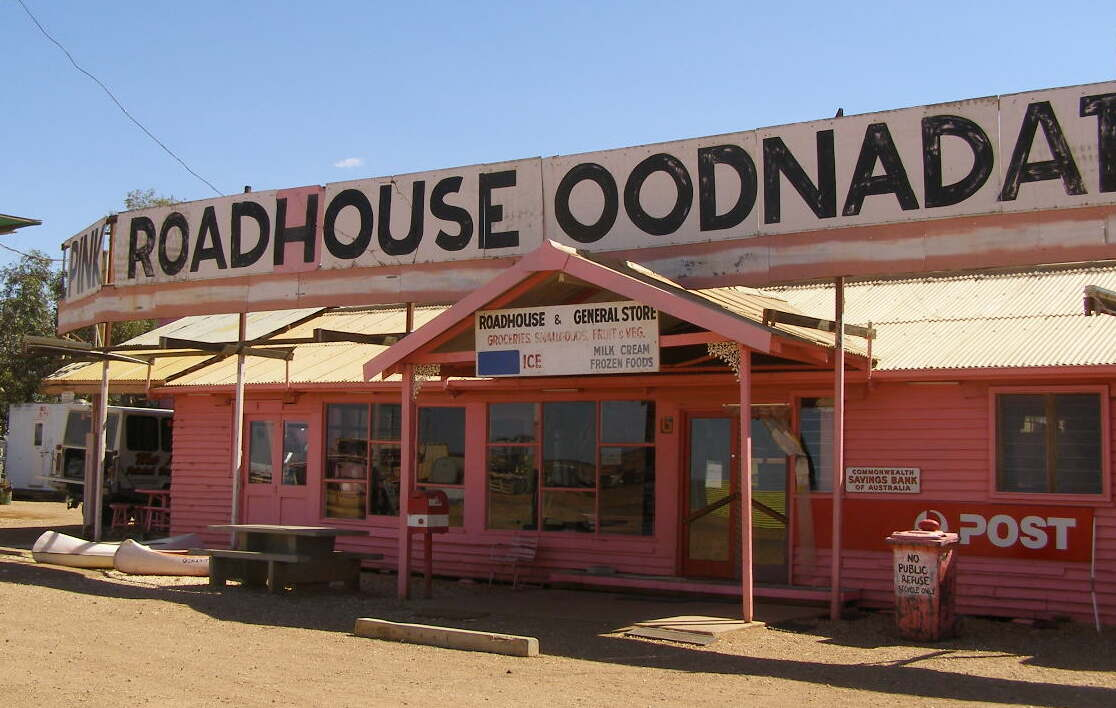
Das berühmte Pink Road House Oodnadatta in Oodnadatta
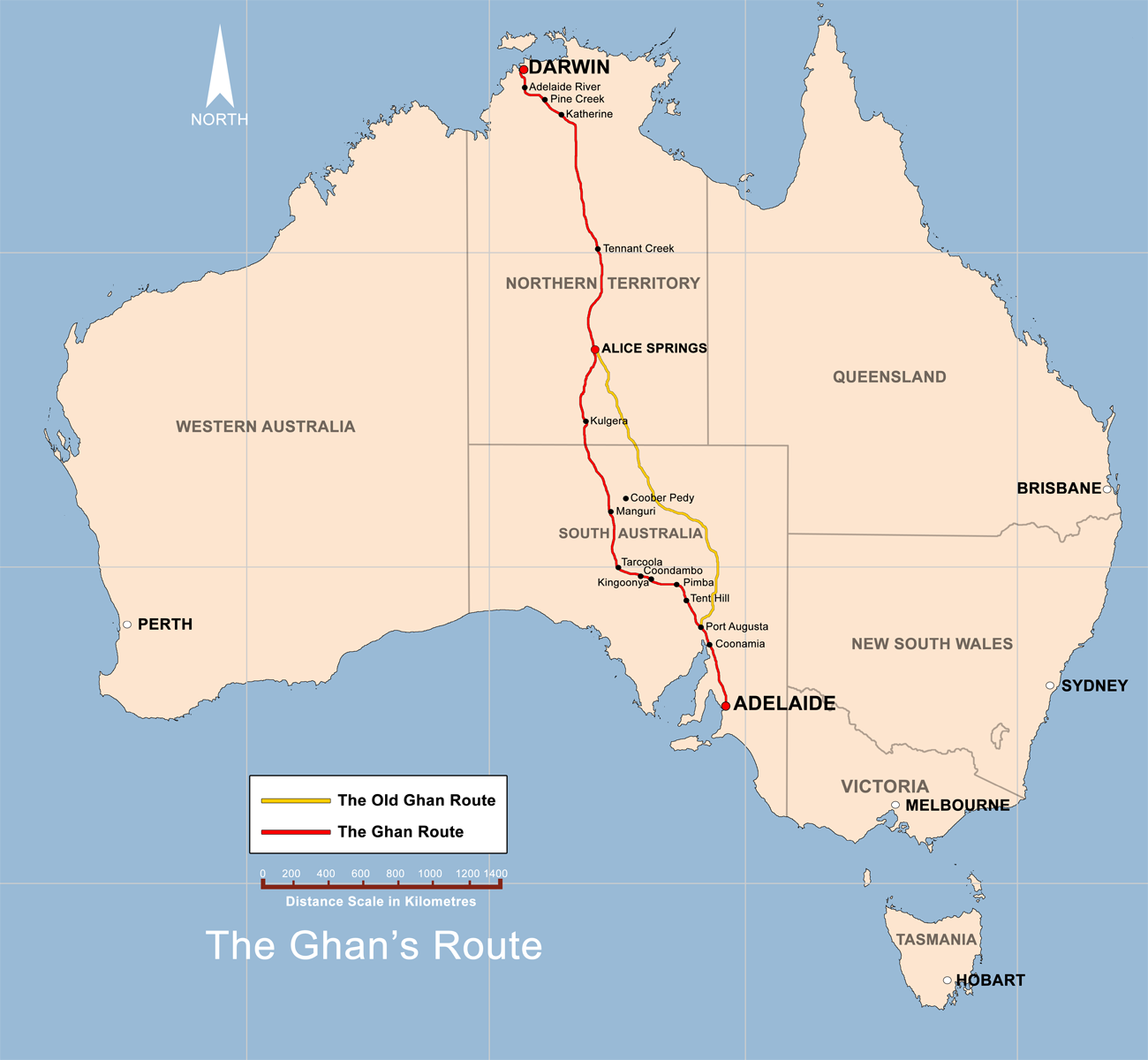
Route des The Ghan durch das Outback
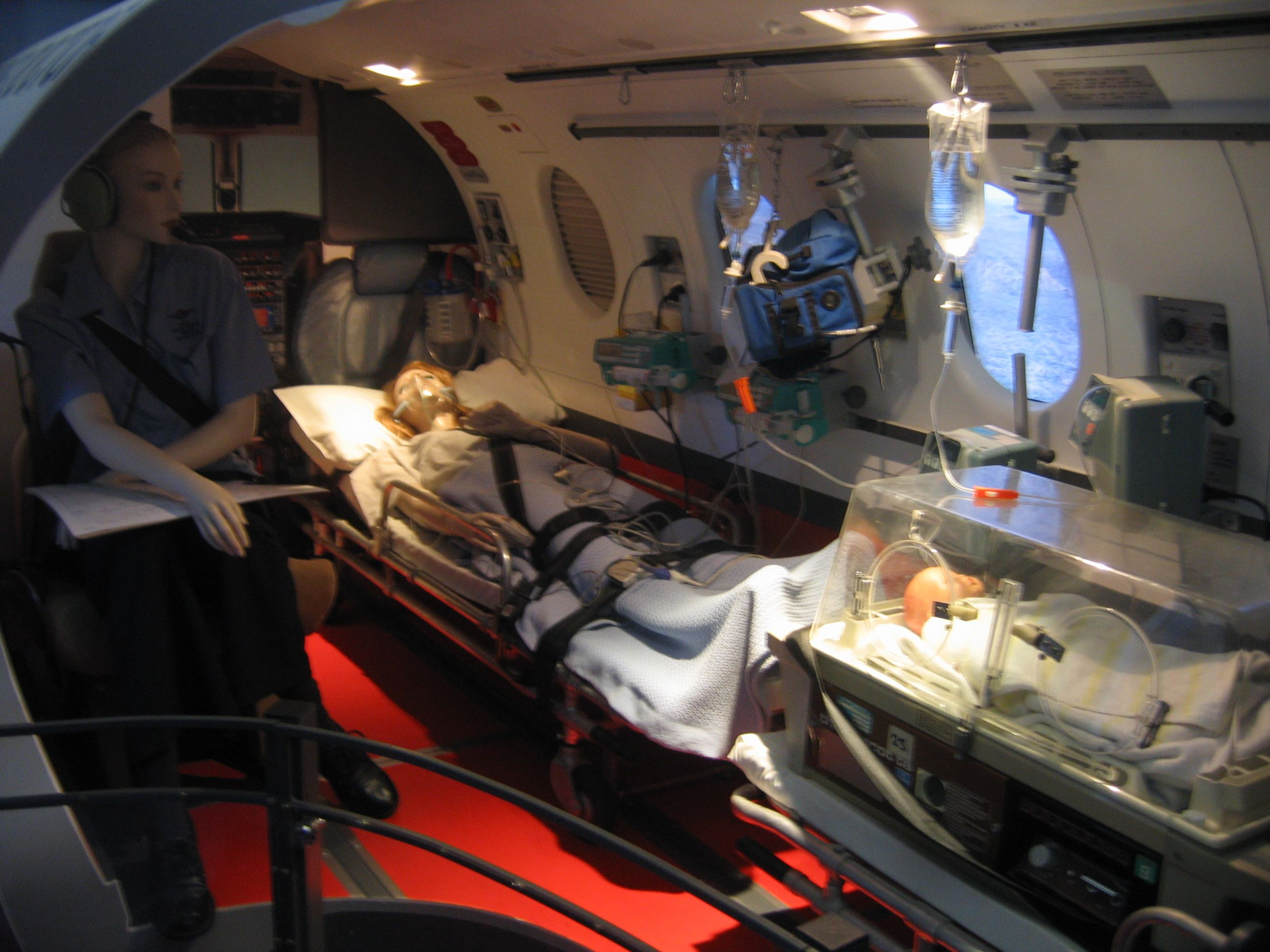
Flugzeug des Flying Doktor Service (mit ausgebauter Kabine)
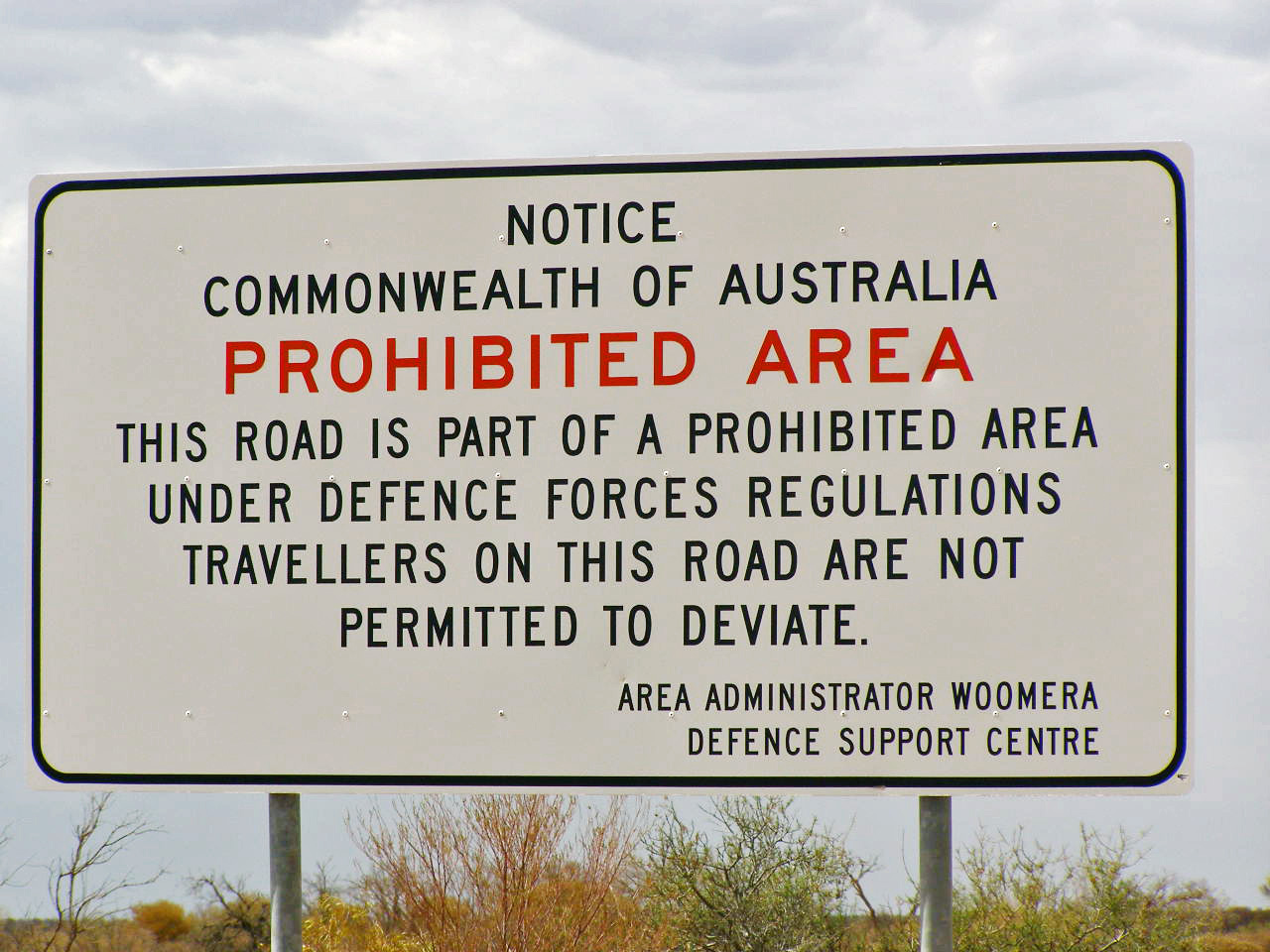
Warnung vor dem Betreten der Woomera Prohibited Area

## Highway und Tracks

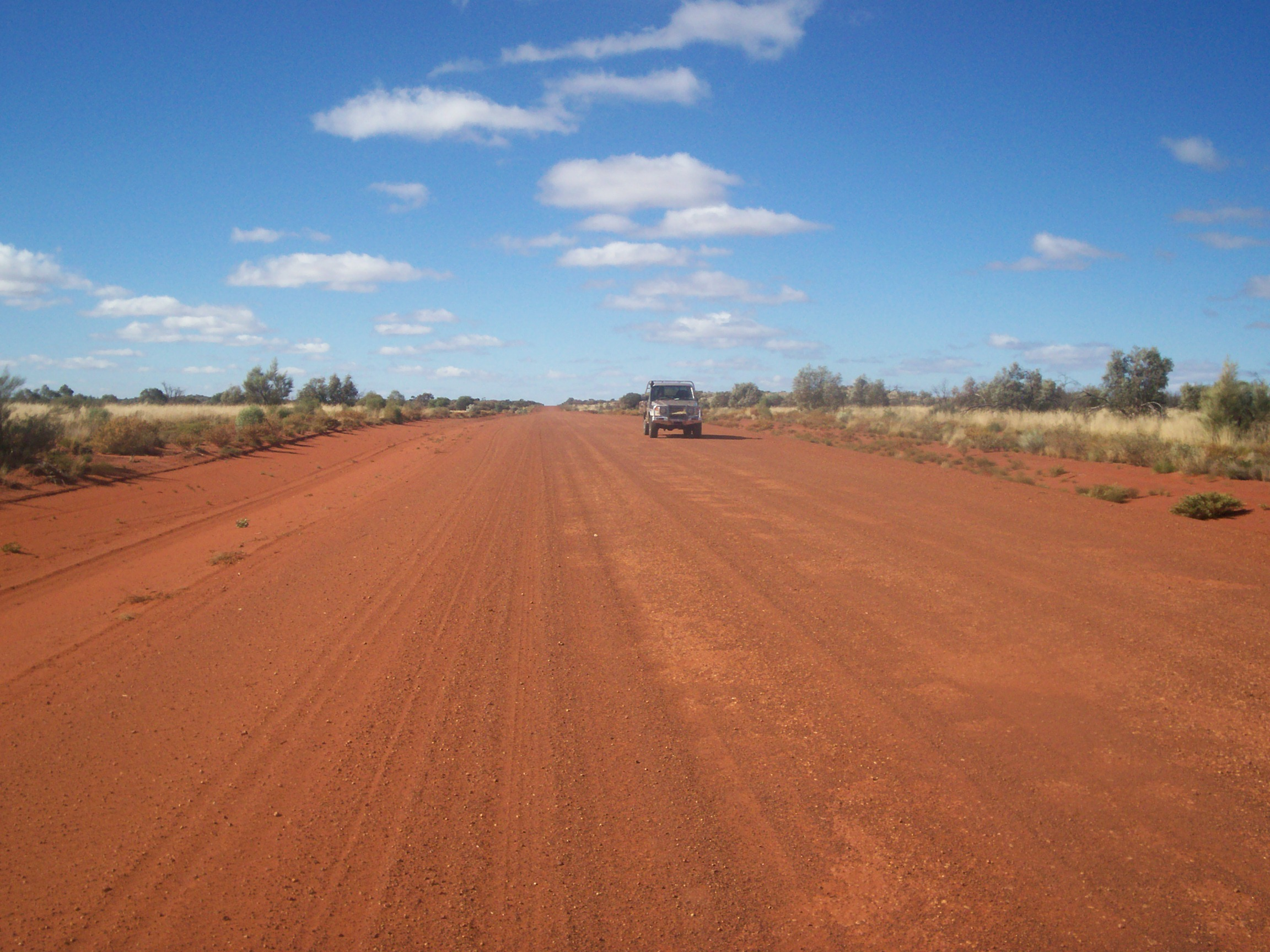
Great Central Road

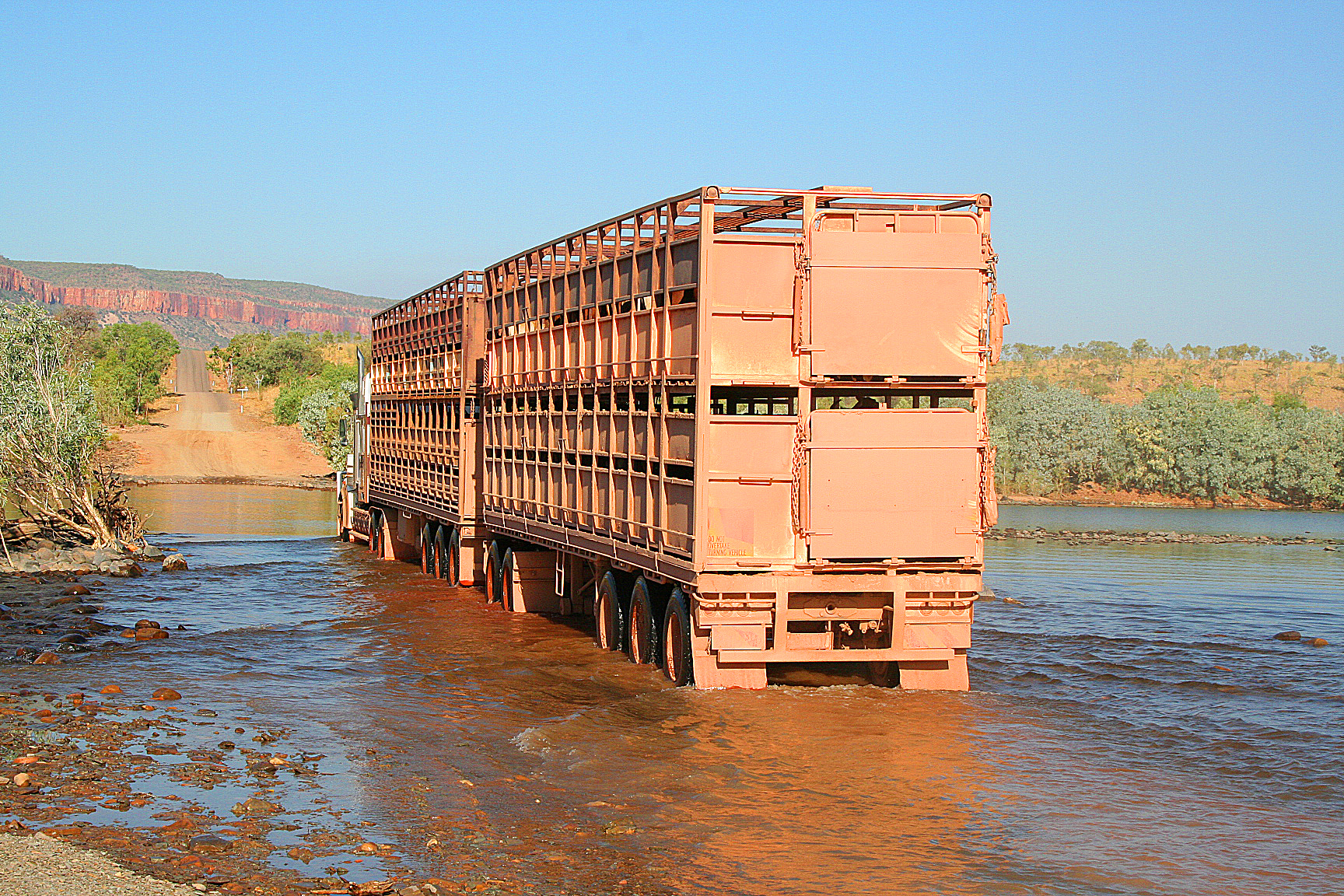
Überschwemmte Piste auf der Gibb River Road

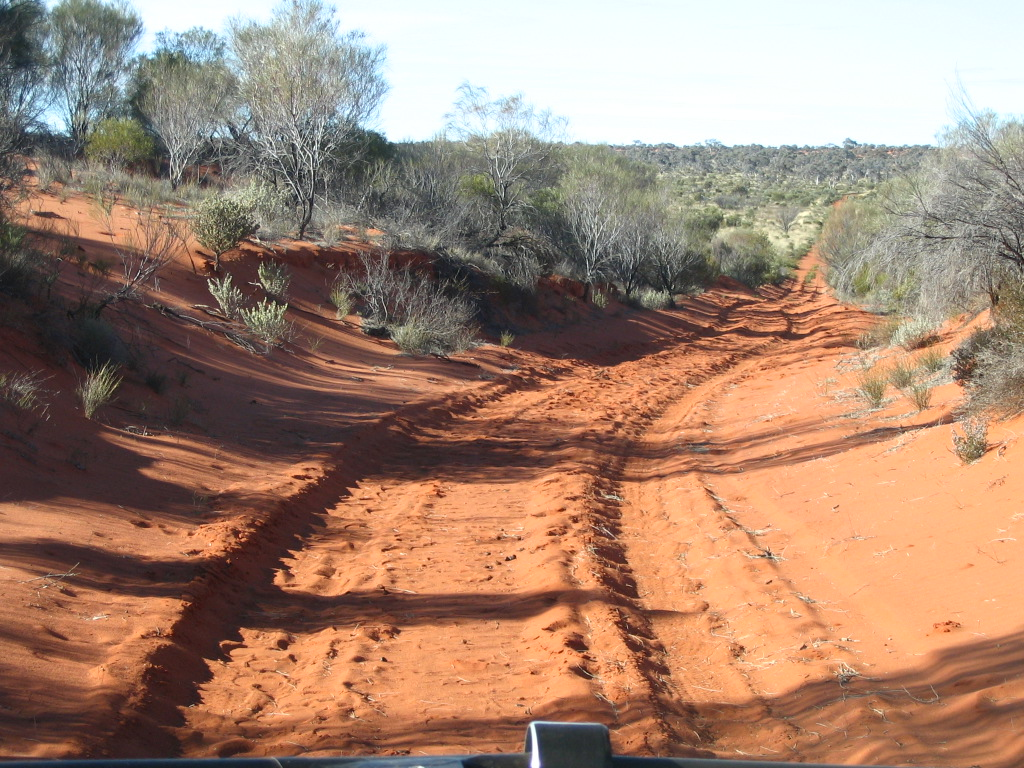
Connie Sue Highway

Die meisten Hauptstrecken durch das Outback sind asphaltiert und andere Strecken, die befahren werden, sind teilweise asphaltiert und unbefestigt oder gänzlich unbefestigt, hinzu kommen Straßen, die in der Regenzeit überflutet und nicht befahrbar sind. Viele der Hauptstrecken und Tracks haben historische Ursprünge. Tracks werden zumeist mit allradangetriebenen Fahrzeugen befahren.
Die wichtigste Nord-Süd-Verbindung bildet der Stuart Highway, der von Adelaide im Süden nach Darwin im Norden führt. Er ist in Gänze asphaltiert und folgt nahezu parallel der Fernverkehrszugs-Verbindung The Ghan. Nachfolgend sind wichtige Highways und Tracks bzw. Roads im Outback genannt (Auswahl):
- Burke Developmental Road, 1132 km lang, unbefestigt, teilweise asphaltiert
- Canning Stock Route, 1961 km lang, unbefestigt
- Connie Sue Highway, 646 km lang, unbefestigt
- Gary Highway, 323 km lang, unbefestigt
- Gibb River Road, 660 km lang, unbefestigt, teilweise asphaltiert
- Great Central Road, 1051 km lang, unbefestigt
- Gunbarrel Highway, 1420 km lang, unbefestigt
- Kalumburu Road, 289 km, unbefestigt
- Lasseter Highway, 288 km lang, durchgehend asphaltiert
- Oodnadatta Track, 617 km lang, unbefestigt
- Peninsula Developmental Road, 685 km lang, unbefestigt
- Plenty Highway, 490 km lang, unbefestigt, erste 100 km asphaltiert
- Sandover Highway, 560 km lang, unbefestigt
- Strzelecki Track, 459 km lang, unbefestigt
- Talawana Track, 595 km lang, unbefestigt
- Tanami Road, 1041 km lang, unbefestigt, erste 160 km asphaltiert
- Wapet Road, 616 km lang, unbefestigt

## Fernsehserie
Die Thriller-Fernsehserie The Tourist – Duell im Outback aus dem Jahr 2022 spielt weitgehend im australischen Outback. In der Serie spielt Jamie Dornan einen Mann, der nach einem Autounfall im Outback unter Amnesie leidet und herausfinden muss, wer er ist und warum er von einem Auftragskiller verfolgt wird.